# Schönhauser Allee
Die Schönhauser Allee in Berlin ist eine der Hauptverkehrsstraßen im Ortsteil Prenzlauer Berg des Bezirks Pankow. Die über 2,8 Kilometer lange Ausfallstraße ist die größte Einkaufsstraße in Prenzlauer Berg und nach dem Schloss Schönhausen im Pankower Ortsteil Niederschönhausen benannt.
Die Straße beginnt als Verlängerung der aus Richtung Hackescher Markt kommenden Alten Schönhauser Straße und geht im Norden hinter der Kreuzung mit dem Innenstadtring an der Ecke Schonensche Straße in die Berliner Straße über. Die nördliche Hälfte hinter der Kreuzung Eberswalder Ecke Danziger Straße ist Teil der Bundesstraße 96a.
Die Linie U2 der U-Bahn verkehrt auf der gesamten Länge der Schönhauser Allee und bedient auf deren Trasse hinter dem U-Bahnhof Rosa-Luxemburg-Platz die drei Stationen Senefelderplatz, Eberswalder Straße und Schönhauser Allee.

## Allgemeines

### Name

Stadtplan

Die Schönhauser Allee trägt seit dem 27. Dezember 1841 ihren Namen. Von ungefähr 1490 bis zum 17. Jahrhundert hieß die Straße Pankowscher Landweg, anschließend (bis ungefähr 1825/1826) wurde sie Schönhauser Weg genannt. Vor ihrer endgültigen Umbenennung hieß die Straße rund 15 Jahre lang Chaussee vor dem Schönhauser Tor. Als weitere Namen sind noch Schönhausensche Landstraße, Chaussee nach Pankow, Chaussee nach Niederschönhausen, Pankower Chaussee überliefert.

### Lage im Stadtraum
Der Verlauf aus Rosa-Luxemburg-Straße bzw. Alte Schönhauser Straße und Schönhauser Allee bildet eine der radialen Ausfallstraßen, die von dem historischen Zentrum der Stadt um den Alexanderplatz und Hackeschen Markt ausgehen.
Dazu gehören – mit Beginn aus dem Zentrum heraus von Nordwest bis Südost – im Uhrzeigersinn:
- Hackescher Markt – Oranienburger Straße – Friedrichstraße/Oranienburger Tor – Chausseestraße – Müllerstraße
- Hackescher Markt – Rosenthaler Straße – Rosenthaler Platz – Brunnenstraße – Badstraße
- Alexanderplatz – Rosa-Luxemburg-Straße – Rosa-Luxemburg-Platz – Schönhauser Allee – Berliner Straße
- Alexanderplatz – Karl-Liebknecht-Straße – Prenzlauer Tor – Prenzlauer Allee – Prenzlauer Promenade
- Molkenmarkt – Grunerstraße/Alexanderstraße – Otto-Braun-Straße – Greifswalder Straße – Berliner Allee
- Prenzlauer Tor – Mollstraße – Platz der Vereinten Nationen – Landsberger Allee
- Alexanderplatz – Karl-Marx-Allee – Strausberger Platz – Karl-Marx-Allee/Frankfurter Tor – Frankfurter Allee
- Spandauer Straße/Molkenmarkt – Stralauer Straße – Holzmarktstraße – Stralauer Platz – Mühlenstraße – Stralauer Allee

sowie Richtung Westen über die Spree:
- Molkenmarkt – Mühlendamm/-brücke – Gertraudenstraße/Gertraudenbrücke – Spittelmarkt – Leipziger Straße
- Alexanderplatz – Karl-Liebknecht-Straße – Liebknechtbrücke – Schloßplatz – Schloßbrücke – Unter den Linden

### Straßenverlauf
Von der Grenze zum Ortsteil Mitte am Rosa-Luxemburg-Platz, früher Standort des Schönhauser Tors der Berliner Zollmauer, verläuft die Schönhauser Allee zunächst rund 450 Meter am westlichen Rand des Kollwitzkiezes entlang in Richtung Nordnordost zum Senefelderplatz. Nach weiteren 950 Metern, auf denen hinter der Kreuzung Choriner Straße/Sredzkistraße die Linie U2 als Hochbahn weiterläuft, liegt an der Doppelkreuzung mit der Eberswalder/Danziger Straße bzw. Kastanien- Ecke Pappelallee der Hochbahnhof Eberswalder Straße der U-Bahn. Dann führt die Straßentrasse zwischen Gleimviertel und Helmholtzkiez rund 900 Meter weiter bis zur Ringbahn, wo sich der S-Bahnhof Schönhauser Allee mit der gleichnamigen Station der U-Bahn befindet. Der letzte Abschnitt ist 550 Meter lang und endet hinter der Kreuzung Bornholmer Ecke Wisbyer Straße (Innenstadtring) an der Einmündung der Schonenschen Straße, von wo die Berliner Straße weiter in Richtung Zentrum des Ortsteils Pankow verläuft.
Auf ihren fast drei Kilometern Länge verläuft sie durch den gesamten Ortsteil Prenzlauer Berg und überwindet dabei gut 14 Höhenmeter. Ihren Mittelpunkt hat sie ungefähr an der Kreuzung zur Ecke Eberswalder/Danziger Straße. Nördlich der Einmündung Wisbyer Straße läuft die Schönhauser Allee ein kurzes Stück entlang der seit 2001 festgelegten Ortsteilgrenze; die Häuser Nummer 91 und 92 gehören bereits zum Ortsteil Pankow.
Wichtige Querstraßen sind:
- Schwedter Straße / Metzer Straße am Senefelderplatz,
- Eberswalder Straße / Danziger Straße, an der Doppelkreuzung münden auch die Kastanien- und die Pappelallee ein,
- Gleimstraße / Stargarder Straße,
- Schivelbeiner Straße / Wichertstraße
- Bornholmer Straße / Wisbyer Straße (Innenstadtring), wenige Meter vor dem nördlichen Ende der Schönhauser Allee.

### Individualverkehr

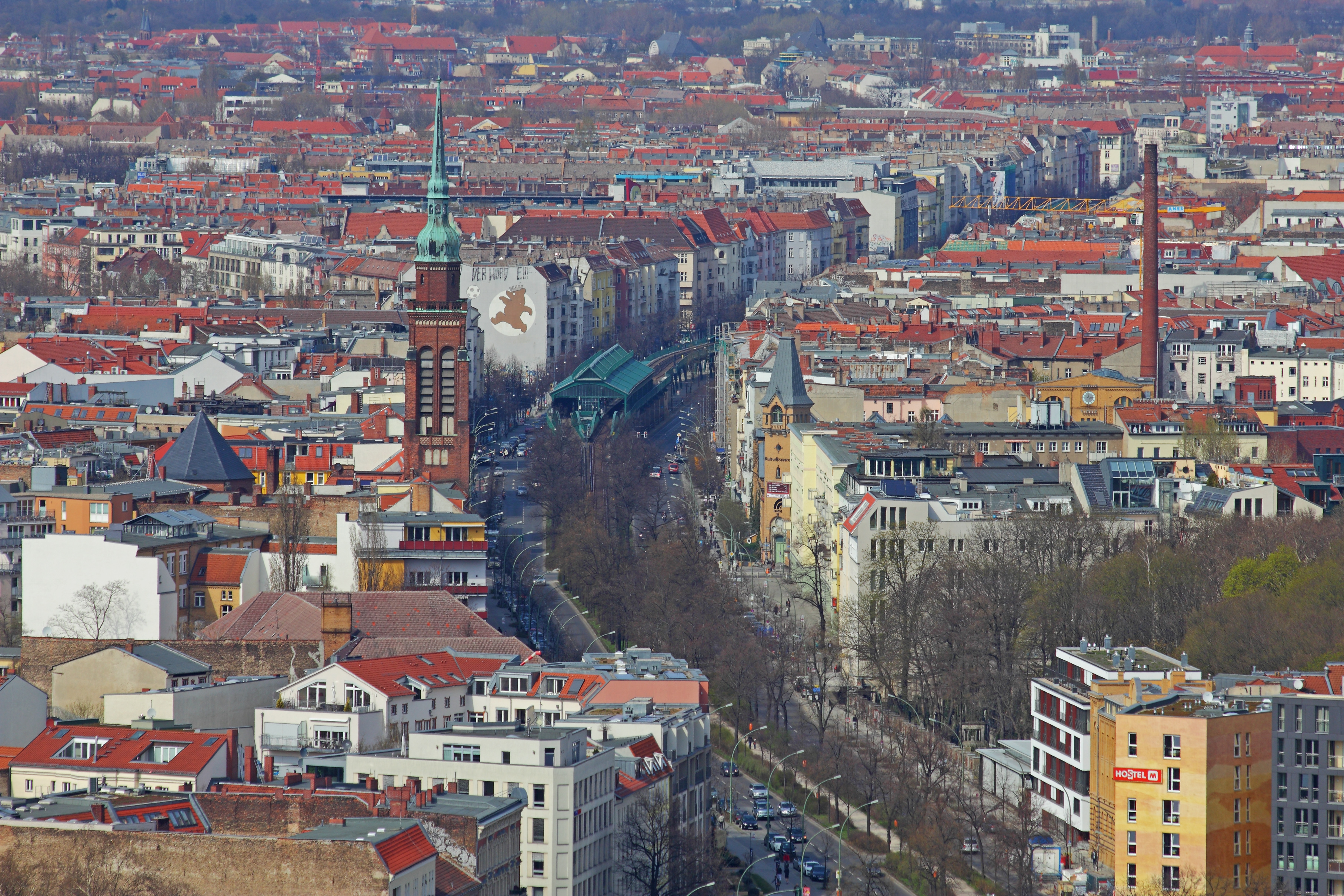
Blick vom Park Inn Alexanderplatz Richtung Norden

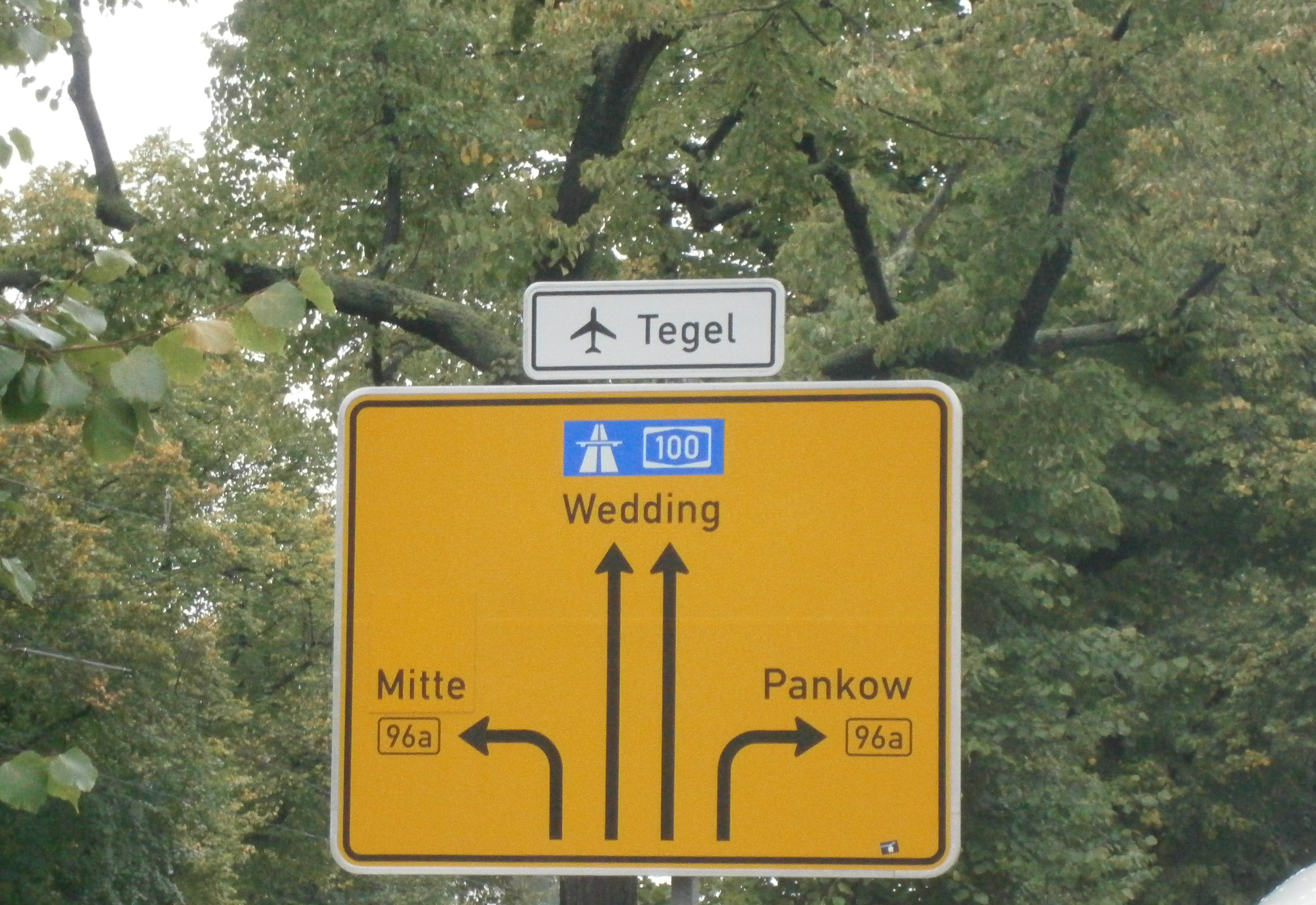
Wegweiser in der Wisbyer Straße östlich der Schönhauser Allee – Hinweis zur B 96a

Der Abschnitt nördlich der Kreuzung Eberswalder/Danziger Straße ist Teil der Bundesstraße 96a. Im Stadtentwicklungsplan Verkehr ist die Schönhauser Allee im Bestand auf ganzer Länge als Verkehrsachse des übergeordneten Straßennetzes, Stufe II (übergeordnete Straßenverbindung) ausgewiesen. Für die Planung 2015 ist wie für alle Straßen innerhalb des Innenstadtrings (d. h. südlich der Kreuzung Eberswalder/Danziger Straße) eine Rückstufung vorgesehen, die südliche Schönhauser Allee ist hier nur noch als Straße der Stufe III (örtliche Straßenverbindung) aufgeführt.
Die durchschnittliche tägliche Verkehrsbelastung (DTV) der Schönhauser Allee lag im Jahr 2005 zwischen 18.800 (Schönhauser Tor bis Senefelderplatz) und 33.000 Fahrzeugen (Danziger Straße bis Wichertstraße) pro Werktag (WT). Die parallelen Achsen Brunnenstraße, Prenzlauer Allee (Zubringer Autobahn 114) und Greifswalder Straße (Zubringer Autobahndreieck Barnim über Berliner Allee) wiesen zum selben Zeitpunkt in ihren nördlichen Abschnitten (Bernauer/Danziger Straße bis Ringbahn) eine DTV-WT von 31.400, 19.200 bzw. 33.000 Fahrzeugen auf, die Schönhauser Allee ist also trotz ihrer Funktion als Einkaufsstraße mit starkem Ziel- und Quell-, Fußgänger- und Radverkehr überdurchschnittlich stark durch den Kraftfahrzeugverkehr belastet.

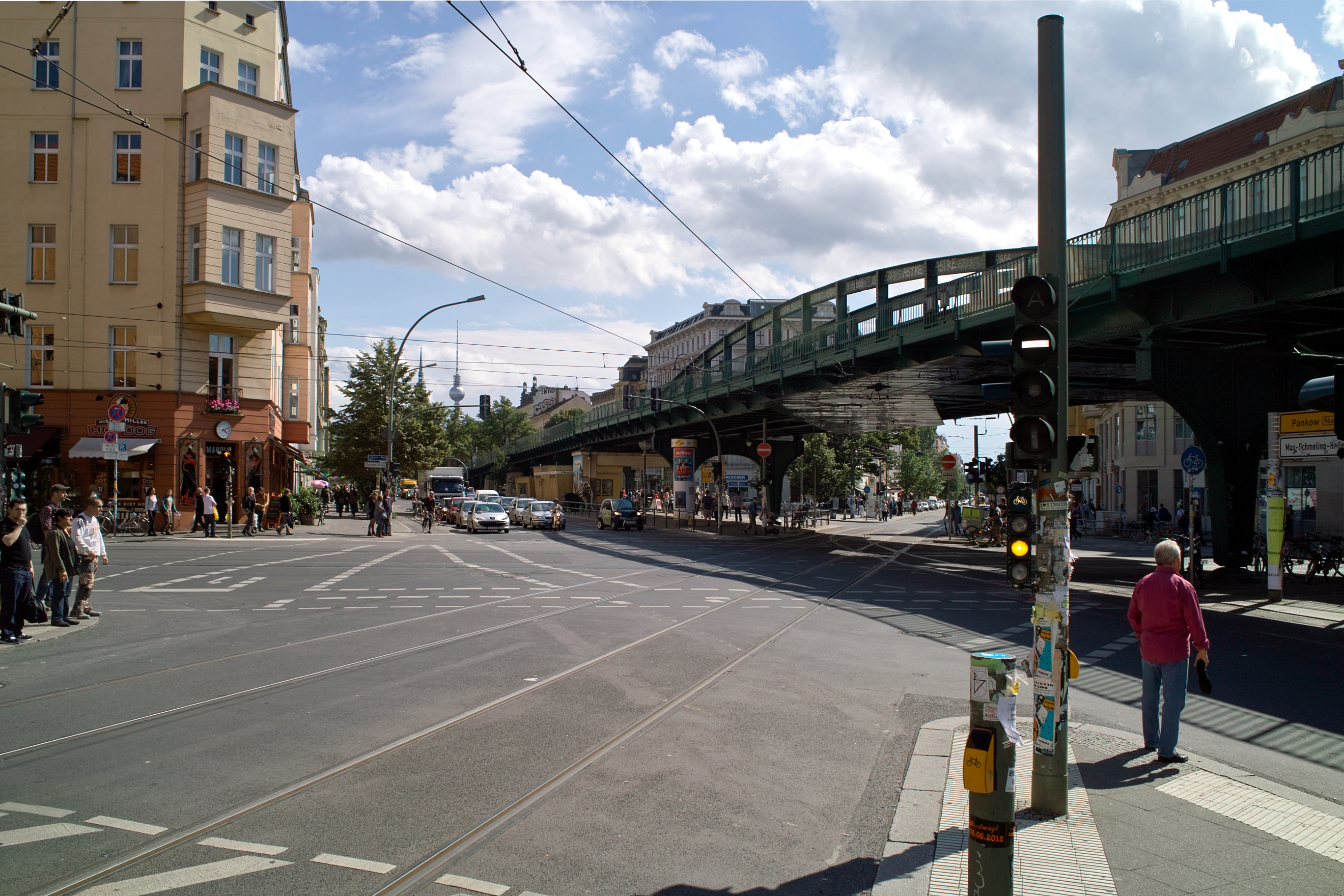
Radweg, Straße, Tram und Hochbahn an der Kreuzung Danziger Straße, 2012

Wie überall in Berlin ist das Verkehrsvolumen seit Beginn der 2000er Jahre auch auf der Schönhauser Allee zurückgegangen, im höchstbelasteten Abschnitt wurden 1998 noch 34.700 Kraftfahrzeuge pro Werktag gezählt. Der Rückgang fiel allerdings weniger stark aus als auf der Prenzlauer Allee oder der Greifswalder Straße.
Entlang der Schönhauser Allee gibt es beidseitig einen Radweg. Auf dem Abschnitt von der Torstraße bis zum Senefelderplatz verläuft der Radfernweg Berlin–Usedom. Die Schönhauser Allee mit ihren Kreuzungsbereichen gehört zu den Unfallschwerpunkten im Berliner Straßennetz. Dabei sind überproportional viele Unfälle mit Radfahrern erfasst.
Im Rahmen eines bundesweiten Pilotversuches des Bundesverkehrsministeriums, wurde im April 2019 in neun Städten, darunter an fünf Kreuzungen in Berlin, die Regelung Rechts abbiegen für Radfahrer frei eingeführt. Die Torstraße Ecke Schönhauser Allee ist eine dieser Kreuzungen. Dort wurde das freie Rechtsabbiegen von der Torstraße in die Schönhauser Allee zugelassen.

### Öffentlicher Verkehr
Die Schönhauser Allee ist für das öffentliche Verkehrsnetz ebenfalls eine wichtige Straße. Die Straße wird in ganzer Länge von der Linie U2 der Berliner U-Bahn durchfahren. In der Schönhauser Allee befinden sich drei U-Bahnhöfe dieser Linie (Senefelderplatz, Eberswalder Straße und Schönhauser Allee). Das südliche Ende der Straße wird durch den U-Bahnhof Rosa-Luxemburg-Platz erschlossen. Am Hochbahnhof Schönhauser Allee kreuzt die Straße den S-Bahn-Ring, dies ist der wichtigste ÖPNV-Knoten des Stadtteils.
In der Nordhälfte der Straße fahren außerdem Straßenbahnen der Linie M1, sie hat in der Schönhauser Allee vier Haltestellen. Entlang der Kastanienallee und Pappelallee kreuzt die Straßenbahnlinie 12 die Schönhauser Allee, an derselben Stelle außerdem die Linie M10 im Verlauf der Eberswalder und Danziger Straße. Am nördlichen Ende der Straße, an der Bornholmer Straße, kreuzen außerdem die Straßenbahnlinien M13 und 50. Am Schönhauser Tor (Rosa-Luxemburg-Platz) kreuzt die Straßenbahnlinie M8.

## Geschichte

### Die Landstraße vom königlichen Berlin nach Pankow
Die Schönhauser Allee entstand im Mittelalter als Verbindungsweg zwischen der noch recht kleinen Stadt Berlin und den Dörfern Pankow und Niederschönhausen. Das Gebiet beiderseits des Wegs war bis ins 13. Jahrhundert hinein bewaldet und wurde dann gerodet und landwirtschaftlich genutzt. An der Schönhausensche Landstraße wurden 1695 die ersten Bäume gepflanzt. Zu gewisser Bedeutung kam die Straße ab 1691, als Kurfürst Friedrich III. der Familie Grumbkow das Gutshaus Niederschönhausen abkaufte und zum Schloss umbauen ließ. Um dem Fürsten die etwa sechs Kilometer lange Reise zu seinem Schloss angenehmer zu machen, wurden vier Jahre später entlang der Schönhausenschen Landstraße Linden gepflanzt. Die Bepflanzung etwa ab Höhe Oderberger Straße bis zum späteren Bahnhof Pankow-Schönhausen erfolgte ab dem Jahre 1748. 1708 entstand an der Ecke zur Straße vor den Thoren das Königliche Vorwerk vor dem Schönhausenschen Landwehr mit einem Gutshaus und damit die ersten Gebäude an der Straße.
Die von Friedrich II. nach der Thronbesteigung verstoßene Gattin Elisabeth Christine wurde 1740 von diesem nach Schloss Niederschönhausen abgeschoben. Da aber ausländische Gesandte der Königin weiterhin ihre Aufwartung machen mussten, wurde die Schönhausensche Landstraße zum ersten Mal in ihrer Existenz zur Protokollstrecke für Staatsbesucher und Diplomaten. Beispielsweise verließ Goethe nach fünftägigem Aufenthalt in Berlin am 20. Mai 1778 die Stadt über die Chaussee nach Pankow in Richtung Tegel.
Im frühen 19. Jahrhundert begann erst langsam, dann immer stürmischer, die Bebauung des Mühlenbergs. Die fünf von Berlin nach Nordosten führenden Straßen wurden 1822 durch einen Communicationsweg (seit 1874: Danziger Straße, mit Unterbrechungen) miteinander verbunden. Ein Jahr später kaufte Wilhelm Griebenow das vor dem Konkurs stehende königliche Vorwerk samt seinen Ländereien zu günstigen Konditionen, mit der Absicht, das Land zu parzellieren und mit großem Gewinn zu verkaufen. Dies gelang ihm bereits nach zwei Jahren, als er den Platz an der Einsamen Pappel zu einem äußerst hohen Preis an den Preußischen Militärfiskus verkaufte, der dort den Exerzierplatz des Alexander-Regiments anlegte.
Im selben Jahr kaufte die jüdische Gemeinde von Berlin von Wilhelm Gotthold Büttner ein fünf Hektar großes Grundstück an der nun Chaussee nach Pankow genannten Straße zur Anlage eines Friedhofs, des Jüdischen Friedhofs Schönhauser Allee. Der Kaufpreis betrug 5800 Taler. Zuvor war im September 1824 verfügt worden, dass alle Friedhöfe innerhalb der Berliner Stadtmauer geschlossen werden müssen. Dieser Friedhof nach Entwürfen von Friedrich Wilhelm Langhans wurde am 29. Juni 1827 durch Rabbiner Jacob Joseph Oettinger geweiht.

„Schönhauser Allee und Chaussee, führt vom Schönhauser Thore über Pankow nach Nieder-Schönhausen. Die herrliche Lindenallee wurde 1743 gepflanzt, die Chaussee wurde vor einigen Jahren auf Actien angelegt, und mit mehreren Häusern schon besetzt, darunter ein Chausseehaus, eine Meierei, mehre Land- und Gasthäuser. Auch liegt an dieser Chaussee der Jüdische Beerdigungsplatz.“

Als erste Querstraßen zur Chaussee nach Pankow ließ Griebenow die Kastanienallee und die Pappelallee anlegen. 1826 wurde das außerhalb der Stadtmauer, zwischen Rosenthaler und Landsberger Tor liegende Gebiet ohne speziellen Bebauungsplan zur Besiedlung freigegeben. Zwei Jahre später 1828 erhielt die bislang aus Lehm bestehende Chaussee ein steinernes Straßenpflaster.

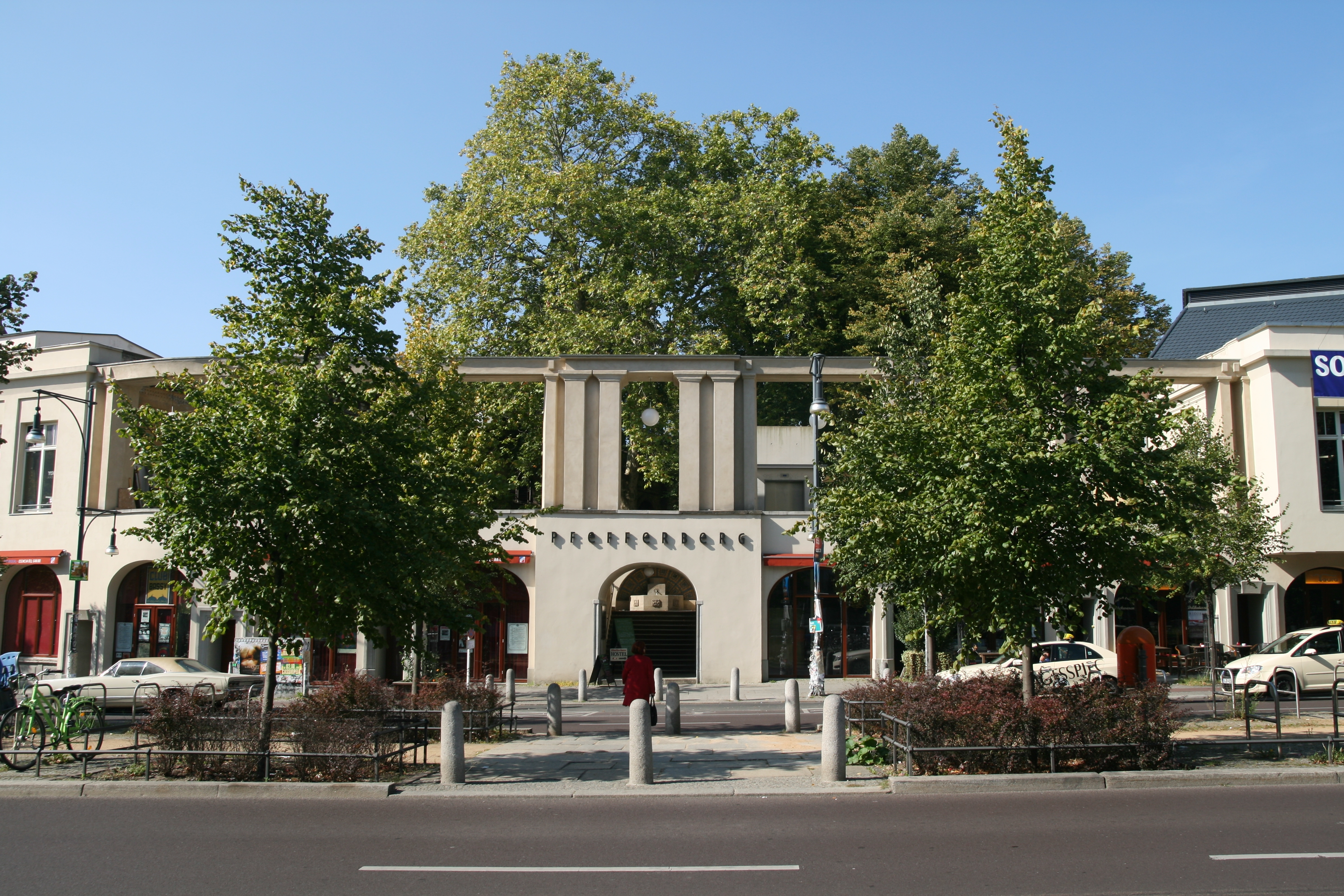
Der Pfefferberg am Senefelderplatz

Simon Kremser, der seit 1825 eine Pferdeomnibuslinie zwischen dem Brandenburger Tor und Charlottenburg betrieb, eröffnete 1835 den Linienverkehr zwischen dem Schönhauser Tor und Pankow, der vor allem an Sonn- und Feiertagen gern genutzt wurde. Nahe der Strecke eröffnete 1837 in der Kastanienallee eine Fuhrmannsschenke, die auf einer Wiese lag und nach dieser (lat. ‚pratum‘) Prater genannt wurde. Im Jahr 1880 übernahm die Brauerei Pfefferberg den Prater. Der Braumeister Joseph Pfeffer hatte bereits 1841 auf dem Hügel am Beginn der Chaussee seine Brauerei mit Biergarten errichtet, die sich rasch großer Beliebtheit erfreute. Bald siedelten sich weitere Brauereien an:

„Sehr besucht sind die bayrischen Brauereien vor den Stadtthoren; dort versammeln sich bei günstiger Witterung Tausende von Menschen in den dazu gehörigen Gärten, namentlich bei: Brauns, Schönhauser Alle; Ley, Schönhauser Allee 162; Schultheiß, Schönhauser Allee […]“

Braumeister Wagner gründete 1850 an der Ecke zur Saarbrücker Straße mit der Wagnerschen Brauerei den Vorläufer der späteren Königsstadt-Brauerei. Drei Jahre später kaufte der Unternehmer Jobst Schultheiss die vom Apotheker Heinrich Prell gegründete Norddeutsche Lagerbierbrauerei in der Schönhauser Allee 39, die seitdem Zum Schultheissbräu hieß und die 1860 um einen Biergarten erweitert wurde. Weitere Brauereien errichteten Groterjan an der Schönhauser Allee Ecke Milastraße und Bötzow in der Saarbrücker Straße. Zu allen diese Brauereien gehörten Biergärten für Ausflügler.

### Spekulanten und Mietskasernen: Die Besiedlung des Prenzlauer Bergs

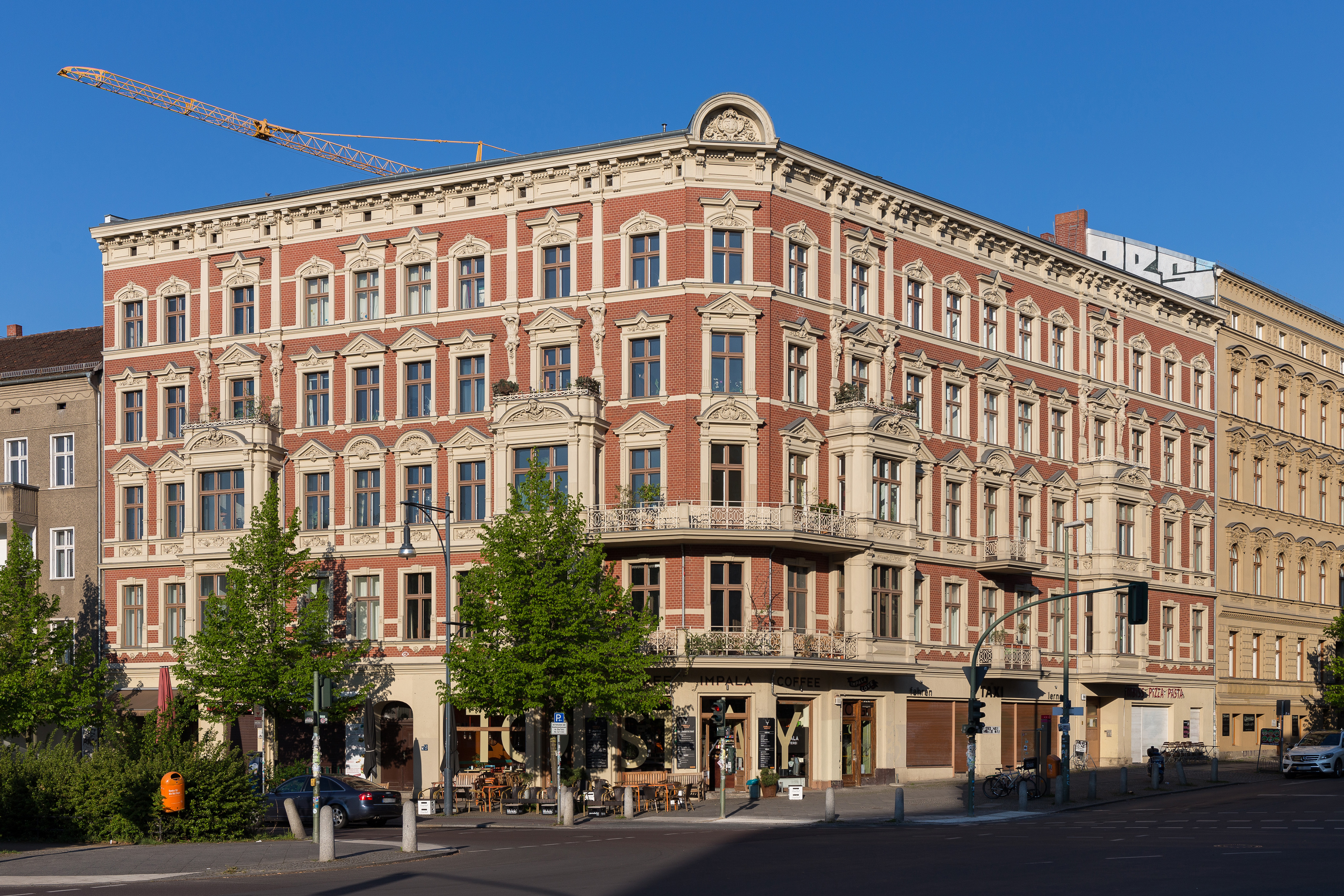
Eckhaus zur Schwedter Straße von 1889

Mit dem Bebauungsplan der Umgebungen Berlins des Kanalisationsfachmanns und Baurats James Hobrecht begann 1862 die planmäßige Bebauung um die Kernstadt Berlins. Das erfolgte auch entlang der seit 1841 so bezeichneten Schönhauser Allee und des besiedelten Windmühlenbergs. Das erste Stadtviertel entstand im Bereich des Teutoburger Platzes zwischen Choriner Straße und Schönhauser Allee. Im Verlauf fiel auch die immer noch existierende und den Verkehr behindernde Zollmauer um Berlin mitsamt ihren Toren einschließlich des Schönhauser Tors. In den folgenden Jahren entfaltete sich eine Grundstücksspekulation gewaltigen Ausmaßes, die bis in die 1890er Jahre hinein zahlreiche Firmenzusammenbrüche und Pleiten privater Anleger verursachte. Das Gebiet des gleichnamigen Ortsteils wurde damals mit meist fünfgeschossigen Mietskasernen mit Quergebäuden und zahllosen Hinterhöfen bebaut. Die Bevölkerung bestand vorwiegend aus Arbeiterfamilien.
Der 1871 eröffnete Nordring, zunächst in weitem Bogen um Berlin herum angelegt, wurde innerhalb kurzer Zeit von der rasant wachsenden Großstadt überwuchert. Zur Erschließung der neuen Wohngebiete entlang der Schönhauser Allee eröffnete die Große Berliner Pferde-Eisenbahn AG eine Pferdebahnlinie vom Schönhauser Tor nach Pankow. 1879 eröffnete die Ringbahn einen Bahnhof an der Schönhauser Allee, der außer den Anwohnern auch den Ausflüglern nach Pankow und Niederschönhausen diente. Seit 1881 fuhren dann auch in der Kastanienallee Pferdebahnen. Ein Probebetrieb mit dampfbetriebenen Straßenbahnen auf der Schönhauser Allee verursachte enorme Ruß- und Lärmbelästigung. Nach zahlreichen Protesten wütender Anwohner wurde der Versuch nach drei Wochen abgebrochen.

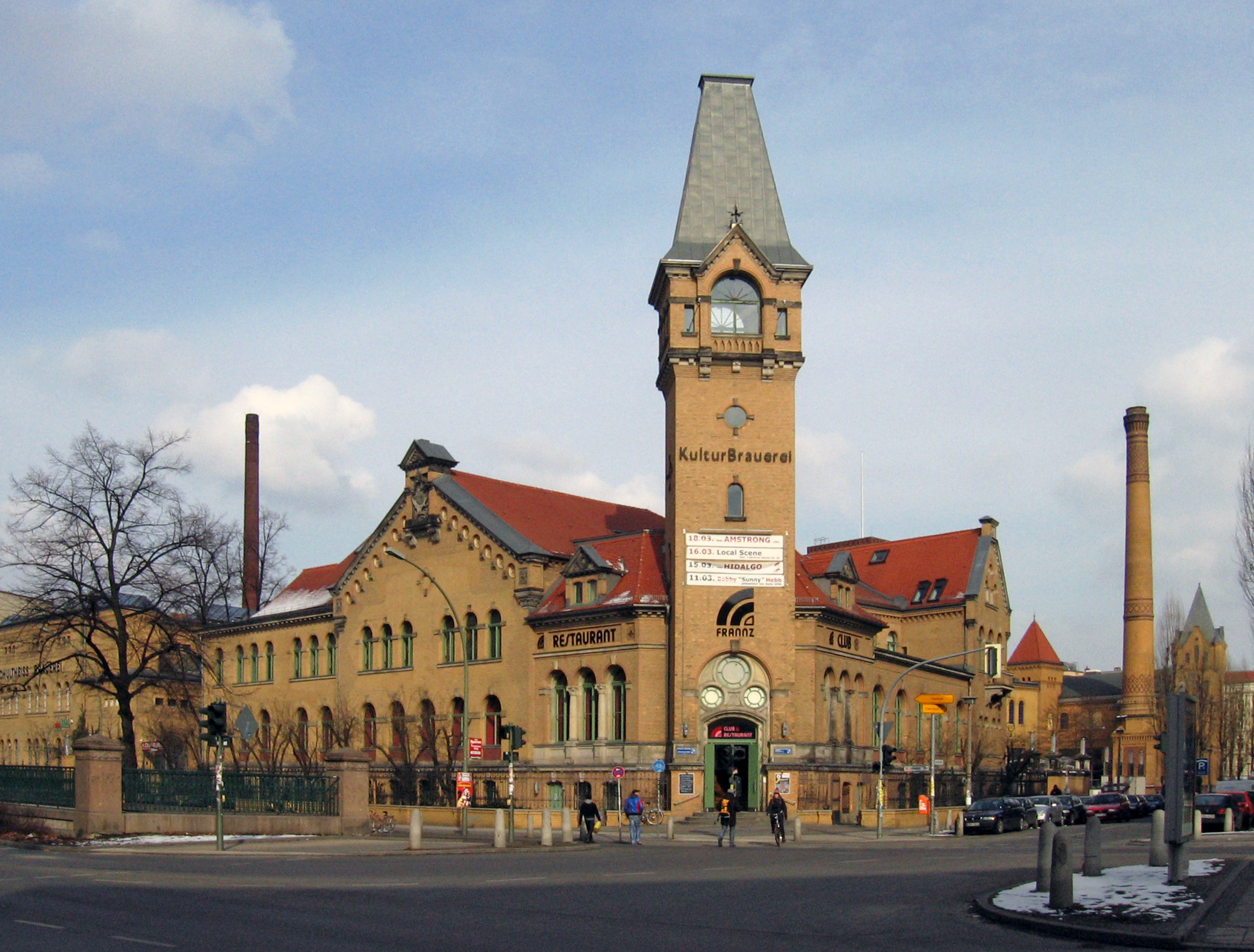
Kulturbrauerei Ecke Sredzkistraße

Die Schultheiss-Brauerei eröffnete 1891 an der Ecke Franseckistraße (seit 1952 Sredzkistraße) ihren vom Architekten Franz Schwechten entworfenen Neubau, der seit dem Ende des 20. Jahrhunderts als Kulturbrauerei genutzt wird. Zwei Jahre später wurde mit großem Aufwand und in Anwesenheit des Kaiserpaares und zahlreicher weiterer Amtsinhaber von Kirche, Staat und Armee die vom Geheimen Baurat August Orth entworfene Gethsemanekirche in der Stargarder Straße, wenige Schritte von der Schönhauser Allee entfernt, eingeweiht. Das entsprechende Baugrundstück hatte Caroline Griebenow, Witwe des bereits erwähnten Grundstücksspekulanten, der Kirchengemeinde geschenkt.
Im Jahr 1894 entstand an der Schönhauser Allee Ecke Gleimstraße ein Pferdebahndepot der Großen Berliner Pferde-Eisenbahn AG. Es bestand aus einer Wagenabstellhalle, Pferdeställen und Werkstätten. Außerdem eröffnete dieselbe Gesellschaft eine Pferdebahnlinie, die, am Senefelderplatz von der Schönhauser Allee abzweigend, durch die Weißenburger Straße (seit 1947 Kollwitzstraße) zur Danziger Straße führte. 1899 verkehrte die erste elektrische Straßenbahn vom Ringbahnhof Schönhauser Allee nach Rixdorf (seit 1912 Neukölln).
Eine weitere Kirche, die katholische Herz-Jesu-Kirche an der Schönhauser Allee Ecke Fehrbelliner Straße, die nach Plänen von Christoph Hehl entstand, wurde 1898 geweiht. Zehn Jahre danach folgte mit der evangelischen Segenskirche eine dritte Kirche gegenüber der Einmündung der Wörther Straße.

### Die Hochbahn

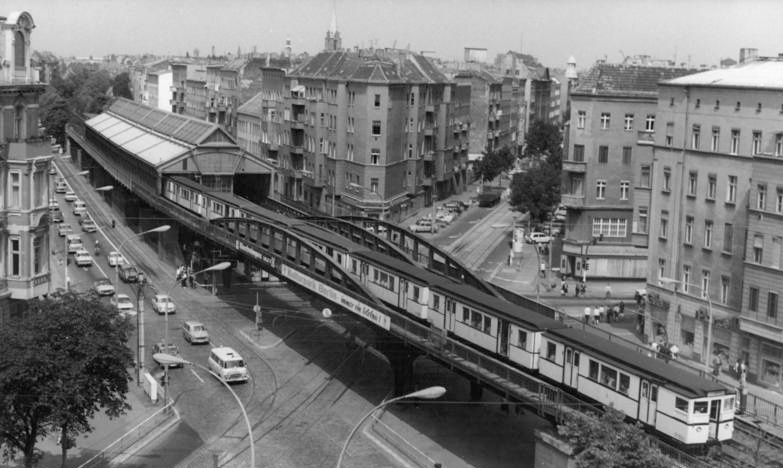
Hochbahnviadukt mit der Linie A, 1984

Am 18. April 1906 schloss die Stadt Berlin einen Vertrag ab, dessen Folgen das Bild der Schönhauser Allee seitdem prägen: die Hochbahngesellschaft erhielt die Genehmigung zum Bau einer Strecke vom Potsdamer Platz zum Ringbahnhof Schönhauser Allee. Da die Baukosten in der Innenstadt durch technische Probleme bei Spree- und Häuserunterfahrungen weit über das geplante Maß hinausgingen, entschloss sich die Hochbahngesellschaft, den nördlichen Streckenabschnitt in Form einer preiswerteren Hochbahn zu errichten. Auch die Querung der im Einschnitt verlaufenden Ringbahn an der Schönhauser Allee wäre unterirdisch nur mit großem Aufwand möglich gewesen.
Das Projekt stieß anfangs auf viel Kritik. Proteste der Hausbesitzer (wegen „Erschütterung“), der Geschäftsleute (wegen Geschäftsschädigung), der Anwohner (wegen Lärms) und der potenziellen Fahrgäste (wegen des geplanten Fahrpreises von dreißig Pfennigen) waren die vorherrschenden Reaktionen. Abgesehen davon war bekannt, dass die Hochbahngesellschaft, um Prozessen mit Anwohnern auszuweichen, dazu neigte, Grundstücke entlang der Strecke aufzukaufen. Dies trieb die Bodenpreise in der Umgebung in die Höhe und führte dazu, dass zahlreiche Hausbesitzer, ohne die Interessen der Hausbewohner zu beachten, auf Grundstücksspekulation setzten.
Die Bauarbeiten für die Verlängerung vom Spittelmarkt in Richtung Norden begannen 1910. Nach drei Jahren Bauzeit wurde die Strecke bis zum Alexanderplatz am 1. Juli und zum Bahnhof Nordring am 27. Juli 1913 eröffnet. Die Hochbahnhöfe Danziger Straße (seit 1990 Eberswalder Straße) und Nordring (seit 1936 Schönhauser Allee) wurden von Johannes Bousset und Alfred Grenander entworfen. Die gesamte Hochbahnanlage in der Schönhauser Allee wurde 1979 in die Bezirksdenkmalliste aufgenommen und trägt im Volksmund den Namen Magistratsschirm.

### Die Schönhauser Allee als der Boulevard des Nordens

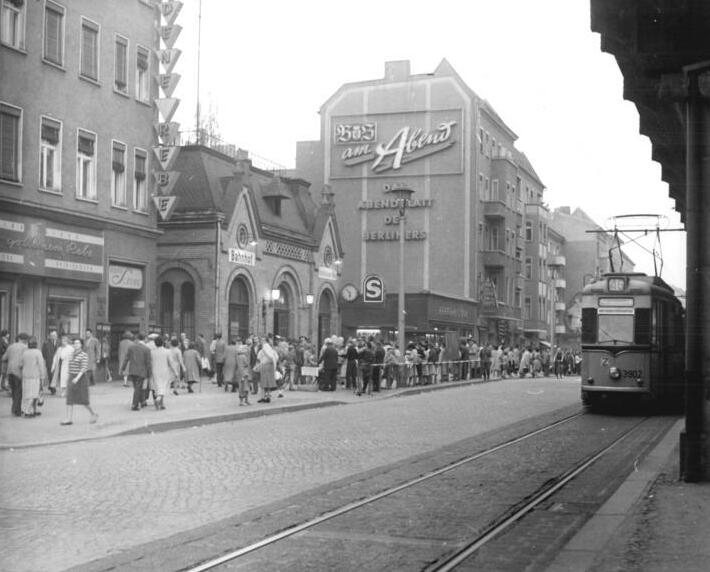
S-Bahnhof Schönhauser Allee, 1961

Der Prater in der Kastanienallee eröffnete 1905 einen Festsaal, der in der Folge als Schauplatz für zahlreiche große Veranstaltungen diente, darunter Kundgebungen der Arbeiterbewegungen mit Rednerinnen und Rednern wie Clara Zetkin, Rosa Luxemburg und August Bebel. Daneben fanden dort auch im Freien Sportveranstaltungen wie beispielsweise Boxkämpfe statt. 1912 kaufte die Stadt Berlin dem Militärfiskus die östliche Hälfte des Exerzierplatzes „Einsame Pappel“ ab, um Sport- und Erholungsflächen anzulegen. Das vom Architekten Fritz Wilms zum Kino-Varieté Colosseum umgebaute ehemalige Straßenbahndepot in Nr. 123 Ecke Gleimstraße wurde 1924 eröffnet und bot 1200 Besuchern Platz. 1930 wurde das Kino durch die UFA übernommen und von Erich Teschenmacher dem Zeitgeschmack angepasst. Der S-Bahn-Ring wurde 1929 auf elektrischen Betrieb mit den erst 1997 aus dem Verkehr gezogenen Stadtbahnwagen umgestellt. Ein Jahr später, im Jahr 1930, wurde die Hochbahnlinie in der Schönhauser Allee um eine Station bis nach Pankow (Vinetastraße) verlängert. Der dortige Bahnhof ist unterirdisch. Der gesamte Hochbahnabschnitt in der Schönhauser Allee und der Berliner Straße misst 1,7 Kilometer. Im gleichen Jahr eröffneten Max und Charlotte Konnopke ihren bekannten Wurststand unter dem Hochbahnhof Danziger Straße, der auch im 21. Jahrhundert noch existiert. 1932 wurde der Prater von den Berliner Kinobetrieben GmbH übernommen und in ein Kino umgewandelt.

### Nationalsozialistische Diktatur und Zweiter Weltkrieg
Am 25. Januar 1933, fünf Tage vor der Machtübernahme der Nationalsozialisten, zog ein antifaschistischer Protestzug mit rund 100.000 Teilnehmern vom Helmholtzplatz über die Schönhauser Allee zum Karl-Liebknecht-Haus, dem Sitz der KPD. Bereits im Februar 1933 errichtete die SA auf dem Wasserwerksgelände zwischen Belforter und Tresckowstraße (seit 1952 Knaackstraße) ein „wildes“ Konzentrationslager. Hunderte von Nazigegnern, vor allem aus den Arbeiterparteien, wurden hier gefoltert und viele von ihnen starben an den Misshandlungen. Trotz des Terrors gegen die anderen Parteien kam die NSDAP in Prenzlauer Berg bei den Reichstagswahlen 1933, den letzten freien Wahlen, nur auf 30 Prozent der Stimmen; SPD und KPD lagen jeweils fast gleichauf.

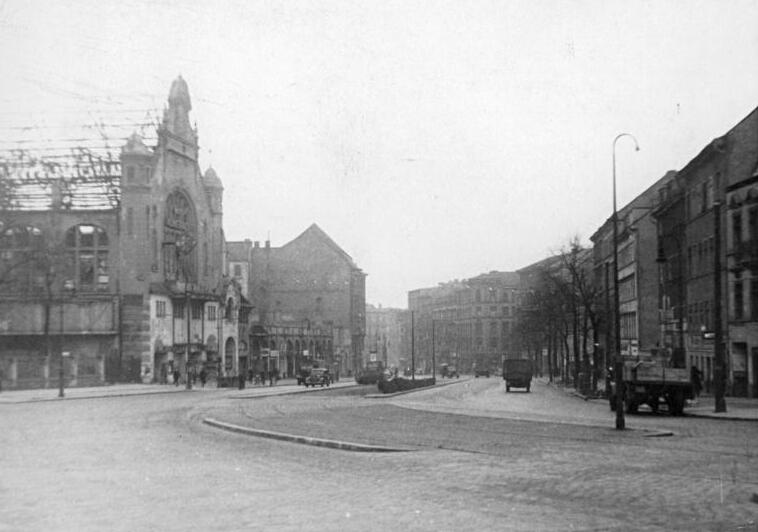
Ecke Saarbrücker Straße, 1951

Beim ersten alliierten Luftangriff auf den Stadtteil im Zweiten Weltkrieg wurden im September 1940 in der Kastanienallee und in der Oderberger Straße mehrere Menschen getötet. Die planmäßigen Angriffe auf Berlin begannen 1943. Allein am 22. und 23. November 1943 verloren in Prenzlauer Berg rund 32.000 Menschen ihr Zuhause. Ein mit Bomben bestücktes Flugzeug stürzte auf die Häuserzeile am östlichen Eck des Senefelderplatzes und zerstörte den gesamten Straßenblock zwischen Kollwitz-, Metzer, Straßburger und Belforter Straße. Im August 1944 wurden „alle öffentlichen Veranstaltungen nicht kriegsmäßigen Charakters“ verboten und „Vergnügungsstätten“ wie der Prater und das Colosseum geschlossen. Durch einen Denunzianten kam die SS 1944 auf die Spur einer Gruppe von Kriegsgegnern, die eine Zisterne auf dem Jüdischen Friedhof Schönhauser Allee als Versteck nutzten. Sie wurden durch die SS aufgespürt und an den umstehenden Bäumen aufgehängt. In erbitterten Straßenkämpfen, die sich über viele Tage hinzogen, eroberte die Rote Armee Ende April 1945 von Norden her kommend den Stadtteil. In der Nacht zum 2. Mai versuchten übrig gebliebene Wehrmachtstruppen mit Panzern einen Durchbruch über die Schönhauser Allee nach Norden, was im Bereich des S-Bahnhofs zu heftigen Gefechten mit der Roten Armee führte. Am selben Tag unterzeichnete der Kampfkommandant von Berlin, Helmuth Weidling, die Kapitulation der Stadt.

### Wiederaufbau

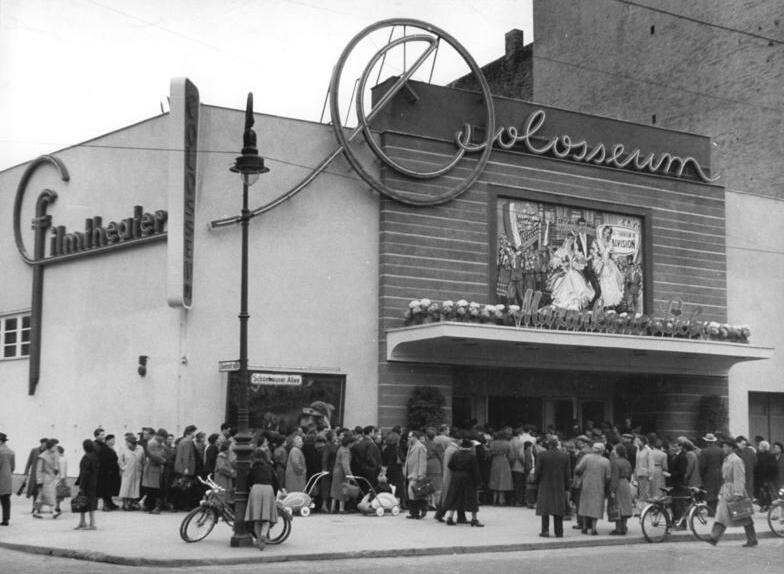
Wiedereröffnung des Colosseum, 1957

Der Prater wurde 1946 anstelle der zerstörten Volksbühne zum Theater für die arbeitende Bevölkerung. Drei Jahre später übernahm die DEFA den Prater als erstes unternehmenseigenes Kino, unter anderem für Uraufführungen. Dieses Privileg verlor der Prater 1957 an das wiedereröffnete Colosseum. Im November 1947 überließ der Bezirk dem Amt für Aufbau der Stadt Berlin einen Teil des ehemaligen Exerzierplatzes zur Endlagerung von Trümmerschutt. Daneben entstanden anlässlich der Weltjugendfestspiele 1951 ein Stadion und mehrere Sportplätze, die kurz darauf den Namen Friedrich-Ludwig-Jahn-Sportpark erhielten. 1950 wurde die Danziger Straße und der gleichnamige Hochbahnhof nach dem bulgarischen Kommunistenführer Georgi Dimitrow in Dimitroffstraße umbenannt. Als „schönstes und größtes seiner Art in Berlin und der Republik“ wurde 1957 an der Ecke zur Milastraße das Selbstbedienungs-Kaufhaus Fix eingeweiht. Überhaupt genoss die Schönhauser Allee seit den 1950er Jahren gewisse Privilegien, da sie den in Niederschönhausen residierenden SED-Oberen als Anfahrtsstrecke zu ihren in der Innenstadt gelegenen Arbeitsstätten diente. Um das Auge der DDR-Politiker und ihrer ausländischen Gäste nicht allzu sehr zu beleidigen, wurde die Schönhauser Allee 1957 zum ersten innerstädtischen Sanierungsgebiet mit Häusermodernisierungen und Schließung von kriegsbedingten Baulücken. Als nach der Umsiedlung der Funktionäre in die Bernauer Waldsiedlung diese Funktion auf die Greifswalder Straße überging, blieb die Schönhauser Allee weiterhin Protokollstrecke, da das Schloss Schönhausen als Gästehaus der Regierung diente und so immer wieder hochrangige Staatsbesucher durch die „Schönhauser“ fuhren.

### Schönhauser Allee nahe der Grenze
Am 13. August 1961 machte die nur wenige hundert Meter entfernt verlaufende Mauer einen Teil der Schönhauser Allee zum grenznahen Gebiet und einige von ihr abzweigenden Straßen wie beispielsweise die Eberswalder Straße zu Sackgassen. Zwei Studenten der TU, die im Besitz von Plänen der Kanalisation in der Gleimstraße waren, gelang es, durch diese fünf Ost-Berliner Mitstudenten in den Westen fliehen zu lassen. 1963 wurde ein 100 Meter breiter Streifen östlich der Mauer zum Grenzgebiet erklärt, das nur von Anwohnern betreten werden durfte. Besucher oder im Gebiet Beschäftigte benötigten nun zum Zugang Passierscheine.
Ein Umbau des S- und U-Bahnhofs Schönhauser Allee erleichterte ab 1962 erheblich das Umsteigen zwischen den beiden Bahnsystemen.
Das Haus der Deutsch-Sowjetischen Freundschaft an der Ecke Sredzkistraße wurde im gleichen Jahr als Kreiskulturhaus Erich Franz wiedereröffnet. Nachdem der Prater 1967 ebenfalls ein Kreiskulturhaus wurde, eröffnete 1970 die FDJ hier den Franz-Club mit Musik- und Tanzveranstaltungen, die bald über Berlin hinaus bekannt wurden.
Um 1973 erfolgte im Gebiet um den Hochbahnhof eine komplexe Rekonstruktion mit Blockentkernung. 1981 erarbeitete eine interdisziplinäre Arbeitsgruppe aus Architekten und bildenden Künstlern einen Entwurf zur Umgestaltung der Schönhauser Allee. Als erste Maßnahmen schlug die Gruppe vor, Bäume in Kübeln aufzustellen, Sitzgelegenheiten zu schaffen sowie die Überdachung wichtiger Bereiche durch farbige Vordächer oder Arkaden vorzunehmen. Die Pläne stießen bei der politischen Führung auf Ablehnung. Im Sommer 1985 wurde der Viadukt der Hochbahn in der Schönhauser Allee umfassend rekonstruiert.

### Herbst 1989
Während der Revolution im Herbst 1989 wurde die wenige Schritte von der Schönhauser Allee entfernte Gethsemanekirche in der Stargarder Straße mit Fürbitt-Gottesdiensten, Mahnwachen und friedlichen Demonstrationen zu einem der wichtigsten Zentren des Widerstands innerhalb Berlins. Am 7. Oktober, dem 40. Jahrestag der Gründung der DDR, schlugen Sicherheitskräfte, bestehend aus Einheiten der VP-Bereitschaft und Mitarbeitern der Staatssicherheit, einen aus der Innenstadt kommenden Protestzug in der Schönhauser Allee gewaltsam nieder und verhafteten zahllose Demonstranten. Am 9. November 1989 öffnete die DDR-Führung die Mauer am nahe gelegenen Grenzübergang Bornholmer Straße. Am 11. November wurde auch in der Eberswalder Straße ein provisorischer Grenzübergang eingerichtet.

### Schönhauser Allee seit der Wiedervereinigung

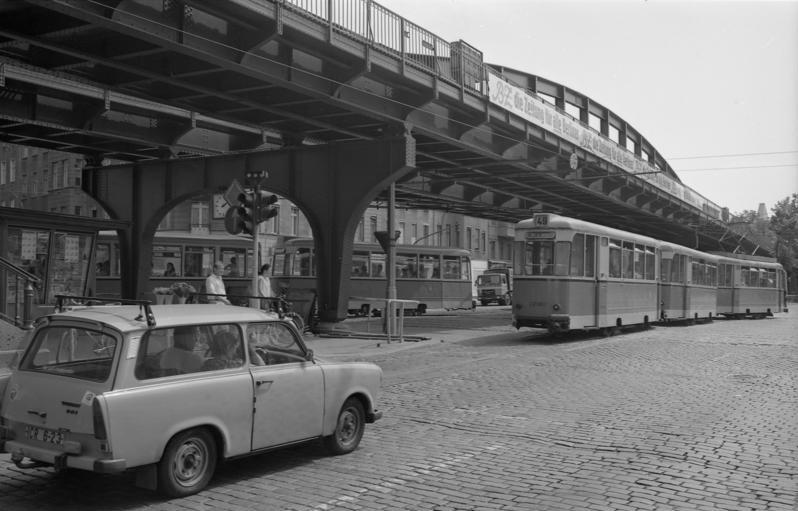
Ecke Eberswalder Straße, Juli 1991

Die seit 1972 fast leer stehenden Gebäude Schönhauser Allee 20/21 wurden im August 1989 stillschweigend nach und nach von Lehrlingen, jungen Arbeitern und Studenten besetzt, um den Abriss dieser Häuser zu verhindern. Öffentlich gemacht wurde diese Besetzung dann im Dezember 1989, als man vom benachbarten Polizeirevier keine größeren Konsequenzen mehr zu befürchten hatte. Bereits wenige Tage später folgten die Häuser Kastanienallee 85/86 und Schönhauser Allee 5. Im Februar besetzten junge Leute die ehemalige Likörfabrik Westphal am Kollwitzplatz und eröffneten nach einer Woche ein Café, das zu einem der berühmtesten Treffpunkte der Alternativszene in Berlin wurde. Im März gründete sich der „Kulturbrauerei e. V.“ zur Einrichtung eines multikulturellen Zentrums mit Kunstwerkstätten und Räumen für Initiativen und Vereine in der ehemaligen Schultheiss-Brauerei in der Schönhauser Allee und der Knaackstraße. Aus verschiedenen Wohnhäusern wie der Schönhauser Allee Nr. 5 und Nr. 20 sendete von 1990 bis etwa 1994 der von Aljoscha Rompe betriebene Piratensender Radio P.
Im Mai 1992 wurde das Kesselhaus in der Kulturbrauerei als Konzert- und Theaterbühne eröffnet. Auch in der ehemaligen Brauerei Pfeffer am Senefelderplatz etablierte sich eine soziokulturelle Initiative, das Pfefferwerk.
War die Schönhauser Allee während der DDR-Zeit eine beliebte und lebendige Einkaufsstraße, so geriet sie nach der deutschen Wiedervereinigung in Schwierigkeiten. Nur wenige der alteingesessenen Geschäfte überlebten die enormen Mietsteigerungen, die Rückübertragungen an Alteigentümer, die (zumindest vorübergehende) Abwanderung von Stammkunden nach West-Berlin (besonders in den Wedding) und den Kundenschwund durch die zahlreichen Baustellen. So standen 1993 im nördlichen Abschnitt der Straße (zwischen Dimitroff- und Bornholmer Straße) 30 Geschäfte leer.

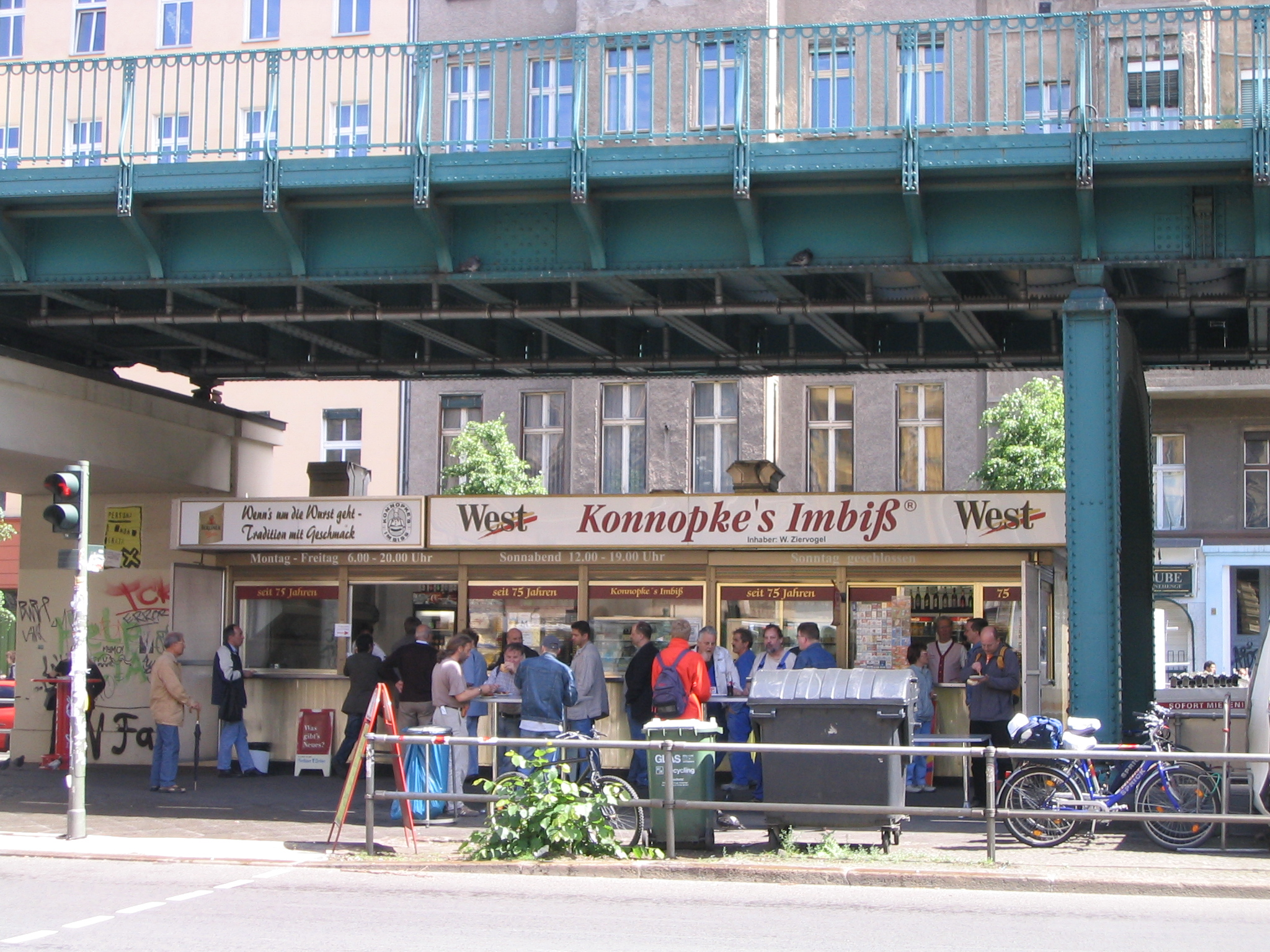
Konnopke’s Imbiß, 2006

Auf Initiative West-Berliner Politiker wurden zum ersten Jahrestag der Wiedervereinigung das Ost-Berliner U-Bahn-Netz von kommunistischen Namen gesäubert. Da sich der Bezirk Prenzlauer Berg weigerte, die Dimitroffstraße (und damit den Hochbahnhof) in Danziger Straße rückzubenennen, wurde der Bahnhof kurzerhand nach der gegenüberliegenden, wesentlich unbedeutenderen, aber politisch unverfänglichen Eberswalder Straße benannt. Im folgenden Jahr wurden die beiden Hälften der ehemaligen Linie A durch die Wiederinbetriebnahme der Hochbahn in der Bülowstraße sowie teilweisen Neubau der Strecke zwischen Gleisdreieck und Potsdamer Platz wiedervereinigt und der durchgehende Verkehr auf der jetzigen Linie U2 von Ruhleben bis Pankow (Vinetastraße) aufgenommen.
Der Biergarten des ein Jahr zuvor geschlossenen Praters wurde 1992 wiedereröffnet, das Gebäude erst 1994 als zweite Spielstätte der Volksbühne. 1993 wurden im Westen der Schönhauser Allee zwei Großprojekte in Angriff genommen, nämlich die als Austragungsort der Olympischen Spiele 2000 vorgesehene Max-Schmeling-Halle (eingeweiht 1996) sowie der Mauerpark auf dem ehemaligen Grenzstreifen zwischen Prenzlauer Berg und Gesundbrunnen. Das Kino Colosseum wurde 1992 dem Filmproduzenten Artur Brauner verkauft, der hier 1996 mit dem Bau eines Multiplex-Kinos (Cinemaxx) begann. Der Neubau integrierte für erhaltenswert befundene Bauteile des alten Kinos sowie des ehemaligen Pferdebahndepots und wurde im Winter 1997/1998 eröffnet.
Direkt gegenüber, über dem S-Bahnhof Schönhauser Allee, wurde im Mai 1997 mit dem Bau der Schönhauser Allee Arcaden begonnen. Das Einkaufszentrum der Mfi-Gruppe und der Bayerischen Vereinsbank wurde 1999 eröffnet.
Aufgrund von Mietforderungen der Eigentümerin der Kulturbrauerei, der Treuhandliegenschaftsgesellschaft (TLG) musste im Juli 1997 der 27 Jahre alte Franz-Club an der Ecke Sredzkistraße schließen. Im Jahr 2004 wurde er unter dem Namen frannz wiedereröffnet. Auf dem Gelände der Brauerei baute die TLG, in Widerspruch zu mit dem Colosseum-Investor Brauner abgeschlossenen Verträgen, ein weiteres Großkino, aus dessen Gewinn die übrigen Einrichtungen der Kulturbrauerei subventioniert werden sollten.

## Straßenbild

### Schönhauser Tor

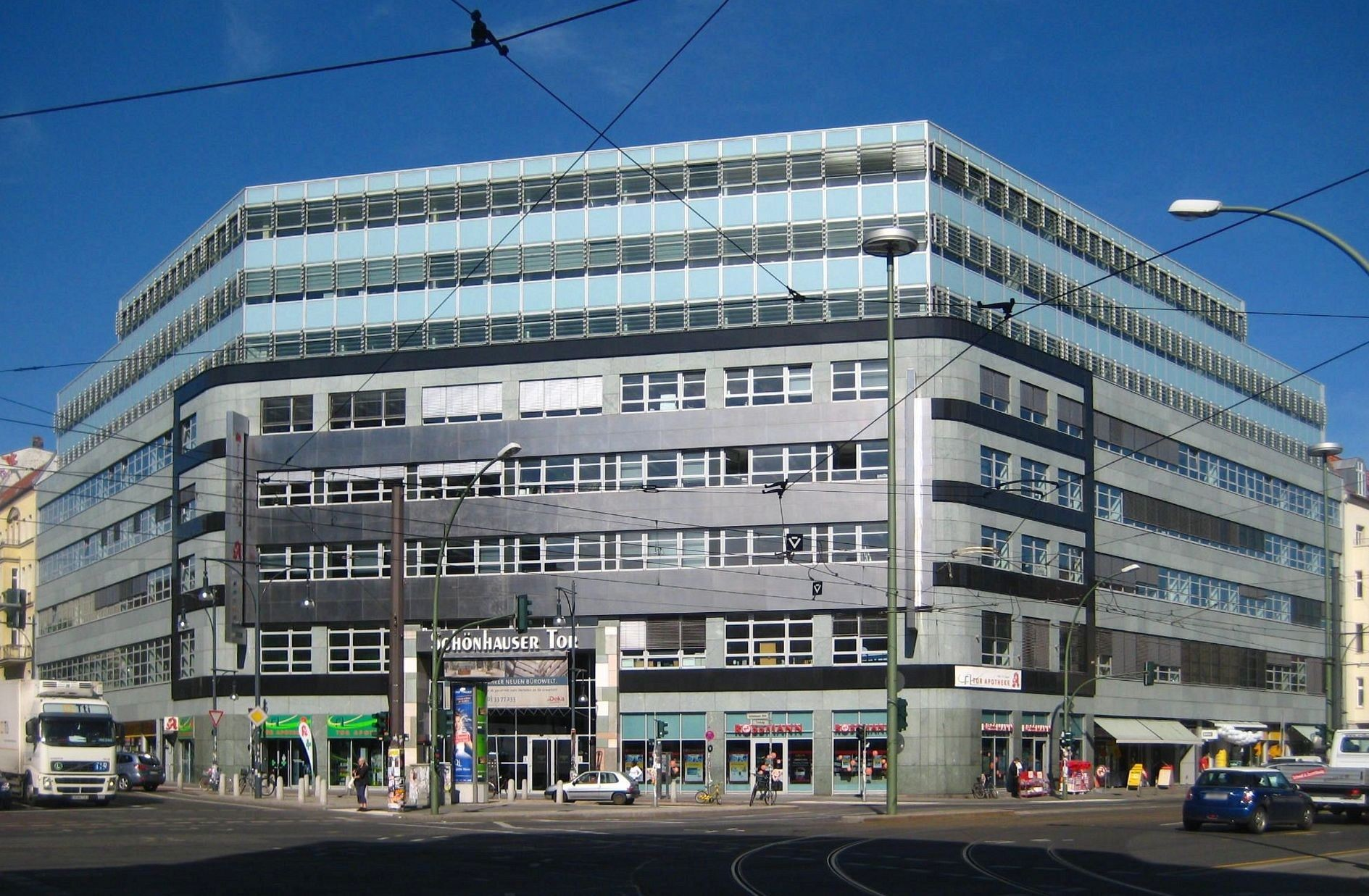
Neubau Schönhauser Tor von 1995

Die direkte Verbindung des Schönhauser Tores zu seinen benachbarten Toren, dem Prenzlauer Tor im Osten und dem Rosenthaler Tor im Westen verlief im 18./19. Jahrhundert entlang der Berliner Zollmauer über die Straße vor den Thoren, die heutige Torstraße.
Der südliche Abschnitt der Schönhauser Allee war lange Zeit ruhiger als der nördliche Teil. Bis zum Beginn des 21. Jahrhunderts standen viele Läden leer, auch in neuen Gebäuden. Seitdem hat sich hier vor allem bis zur Schwedter Straße hin eine Geschäftsmischung aus alternativer Szene und gehobenem Bedarf etabliert. Auf der östlichen Seite hat sich zwischen Tor- und Saarbrücker Straße eine touristisch stark frequentierte Kneipenszene entwickelt. Nach wie vor gibt es im südlichen Straßenabschnitt auch reine Wohnhäuser oder solche nur mit Arztpraxen oder Anwaltskanzleien. Von den vielen Kriegslücken sind inzwischen etliche Grundstücke wieder neubebaut.
Besonderheiten weist vor allem der südlichste Abschnitt auf, d. h. zwischen dem Schönhauser Tor und der Schwedter Straße. Die Straße erklimmt hier mit mehreren Kurven die Hangkante des Barnim-Plateaus und steigt für Berliner Verhältnisse recht stark an. Kurz vor der Einmündung der Fehrbelliner Straße liegt die katholische Herz-Jesu-Kirche.

### Senefelderplatz

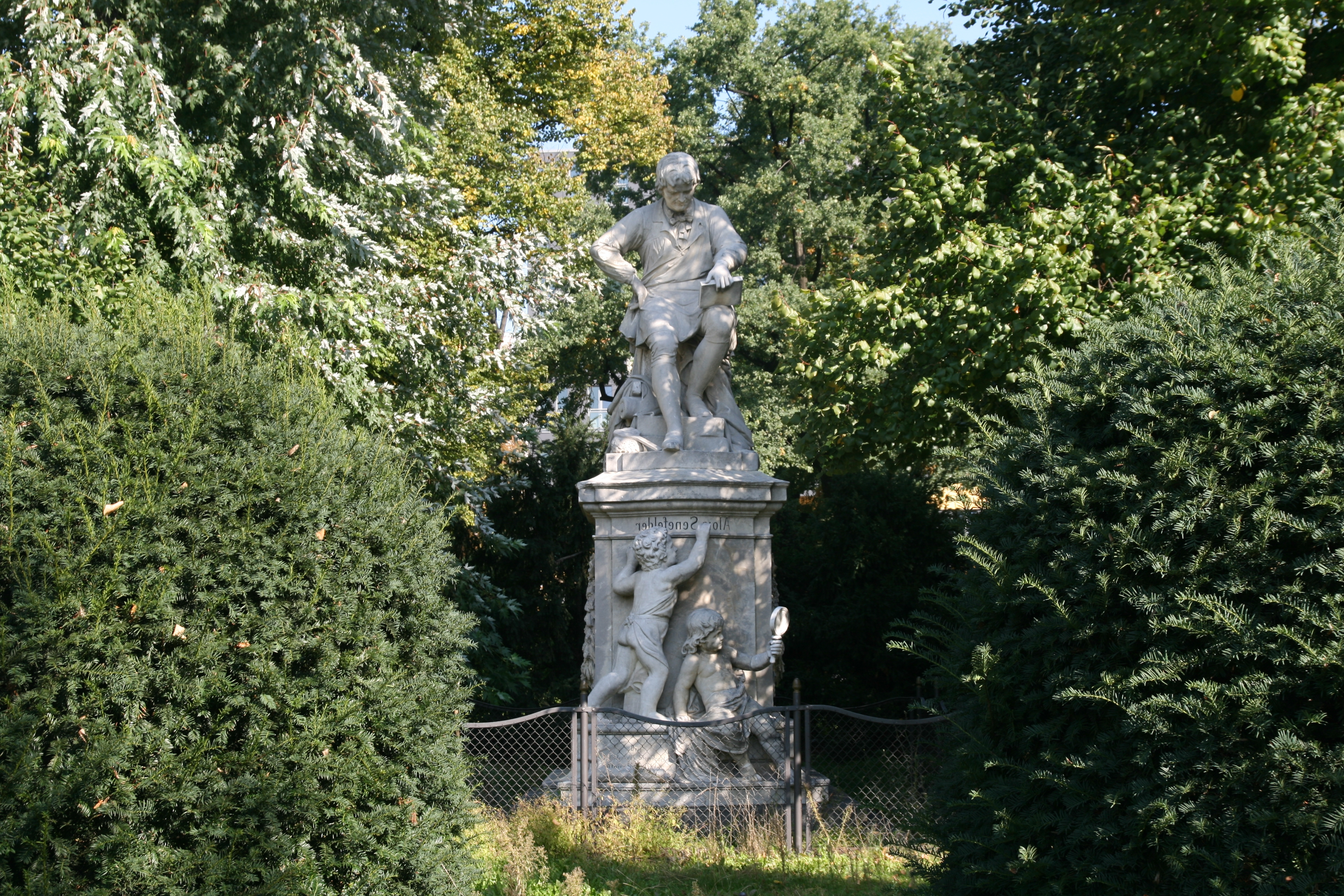
Denkmal für Alois Senefelder am Senefelderplatz

Der sich anschließende Senefelderplatz am Rande des Kollwitzkiezes hat die Form eines nach Süden gerichteten spitzen Dreiecks. Er ist von einer Grünfläche mit Bäumen bedeckt, auf der das aus Carrara-Marmor bestehende Denkmal des Erfinders der Lithografie, Alois Senefelder, geschaffen vom Berliner Bildhauer Rudolf Pohle, steht. Auf dem Grundstück 167 errichtete der Apotheker August Wilhelm Adolph Bullrich eine Seifen- und Parfümfabrik und stellte Natron als seine Erfindung Bullrichsalz her. Dieses Dreieck wurde nach 1880 mit Mietshäusern umbaut und erhielt zunächst den Namen Thusneldaplatz nach der Tochter des Cheruskerfürsten Segestes. Später wurde der Platz nach den Plänen von Hermann Mächtig umgestaltet und 1896, vier Jahre nach der Enthüllung des Denkmals, in Senefelderplatz umbenannt. Die Veränderungen des Platzes ergaben sich in der Folge durch den Bau der U-Bahn, die Kriegszerstörungen im Zweiten Weltkrieg und den zeitbedingten Verfall. 1994/1995 veranlasste der Senat umfassende Verschönerungsarbeiten am Platz, dies betraf vor allem die Plastik des Denkmals und eine historische öffentliche Bedürfnisanstalt in der Form einer Rotunde, ein sogenanntes „Café Achteck“, (Lage). Die bis dahin nur provisorische Absperrung der direkten Einfahrt von der Schönhauser Allee in die Kollwitzstraße wurde dauerhaft ausgebaut und als Teil der Platzgestaltung einbezogen.
Die hier gelegenen Cafés erfreuen sich seit diesem Umbau auch tagsüber eines regen Gästezustroms. Die Szenerie belebt sich abends zusätzlich durch die Gäste des an der Westseite des Platzes gelegenen Kulturzentrums Pfefferberg und der umliegenden Kneipen. Die Grünanlage des Senefelderplatzes selbst wird kaum genutzt, da der starke Autoverkehr auf der Schönhauser Allee die Aufenthaltsqualität hier vermindert. Die durch Kriegszerstörungen nördlich des Platzes entstandene Frei- bzw. Grünfläche ist seit 2007 wieder mit Wohnhäusern und einem Hostel bebaut. Dort beginnt der Judengang, der hinter dem Jüdischen Friedhof bis zum Kollwitzplatz entlang geht.
Es folgt der ruhigste Abschnitt der Allee mit dem ehemaligen Polizeiabschnitt im früheren Jüdischen Altenheim, dem jüdischen Friedhof und dem gegenüberliegenden Komplex aus Grundschule, Sonderschule und Kindertheater. Gegenüber der Einmündung der Wörther Straße liegt die evangelische Segenskirche. Darauf folgen auf beiden Straßenseiten reine Wohngebäude in der Zeilenbauweise der 1950er Jahre.

### Ecke Sredzkistraße
Aus der Mittelpromenade der Straße taucht hier die Untergrundbahn auf und schwingt sich sogleich auf ihr berühmtes Hochbahnviadukt. Wo die Hochbahn ihr höchstes Niveau erreicht, also kurz vor der Einmündung der Kastanienallee, beginnt die ganz andere nördliche Hälfte der Schönhauser Allee.

### Kreuzung Danziger/Eberswalder Straße

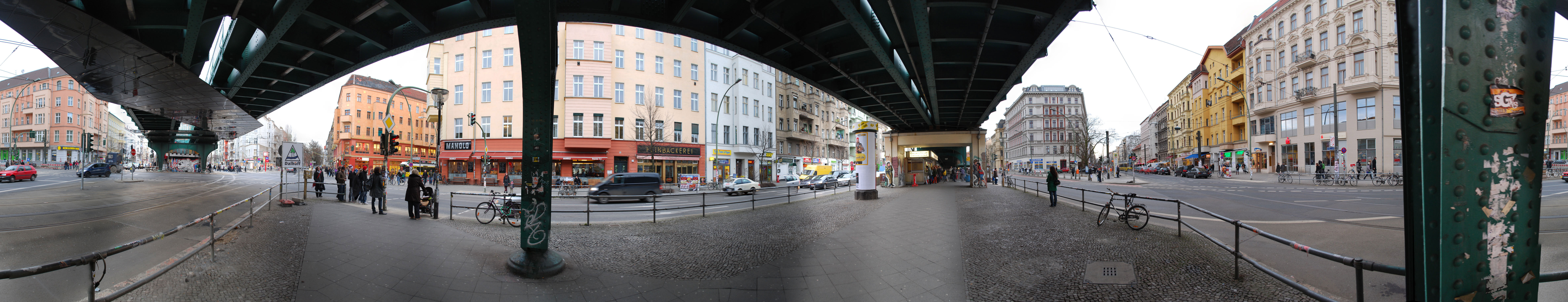
Panorama der Kreuzung Schönhauser Allee mit Danziger Straße/Eberswalder Straße, v. l. n. r.: Einmündung Eberswalder Straße, Schönhauser Allee nach Norden (mit Hochbahnhof), Pappelallee, Einmündung Danziger Straße, Schönhauser Allee nach Süden (mit „Konnopke’s Imbiß“), Kastanienallee, 2009

Ungefähr auf Höhe der Hausnummern 40 (östliche Seite) und 146 (westliche Seite) wird die Schönhauser Allee zu einer belebten Einkaufsstraße. Von Links mündet die Kastanienallee auf die Straße, die – außer dem wenige Schritte von der Kreuzung entfernten Berliner Prater – starken Fußgängerverkehr sowie zwei Straßenbahnlinien mit einbringt. Eine dieser Tramlinien (Linie 12) fährt geradeaus in die Pappelallee, die andere (Metrolinie M1) folgt, zu Füßen des Hochbahnviadukts, der Schönhauser Allee. Dieser Parallelverkehr gab wiederholt Anlass zu Plänen, die Straßenbahn hier stillzulegen. Eine weitere Straßenbahnlinie kreuzt die Schönhauser Allee im Verlauf der Danziger und Eberswalder Straße, die einen Viertelkreis um die Berliner Innenstadt beschreibende Linie M10.
Bis zum 28. Mai 2006 endete die Straßenbahnlinie M10 nach rund 200 Metern in der Eberswalder Straße, weil hier bis 1989 die Berliner Mauer verlief. Seitdem fährt die Bahn fünf Stationen weiter bis zur S-Bahnhof Nordbahnhof. Die wiederaufgebaute Verlängerung der Linie in der sich anschließenden Bernauer Straße verläuft genau entlang der Bezirksgrenze zwischen Pankow und Mitte.
Gegenüber der Einmündung der Kastanienallee befindet sich unter dem Hochbahnviadukt der berühmte Imbissstand der Familie Konnopke, mittlerweile in vierter Generation betrieben, und kleinem, umzäunten „Garten“.

### Zwischen Eberswalder Straße und Ringbahn

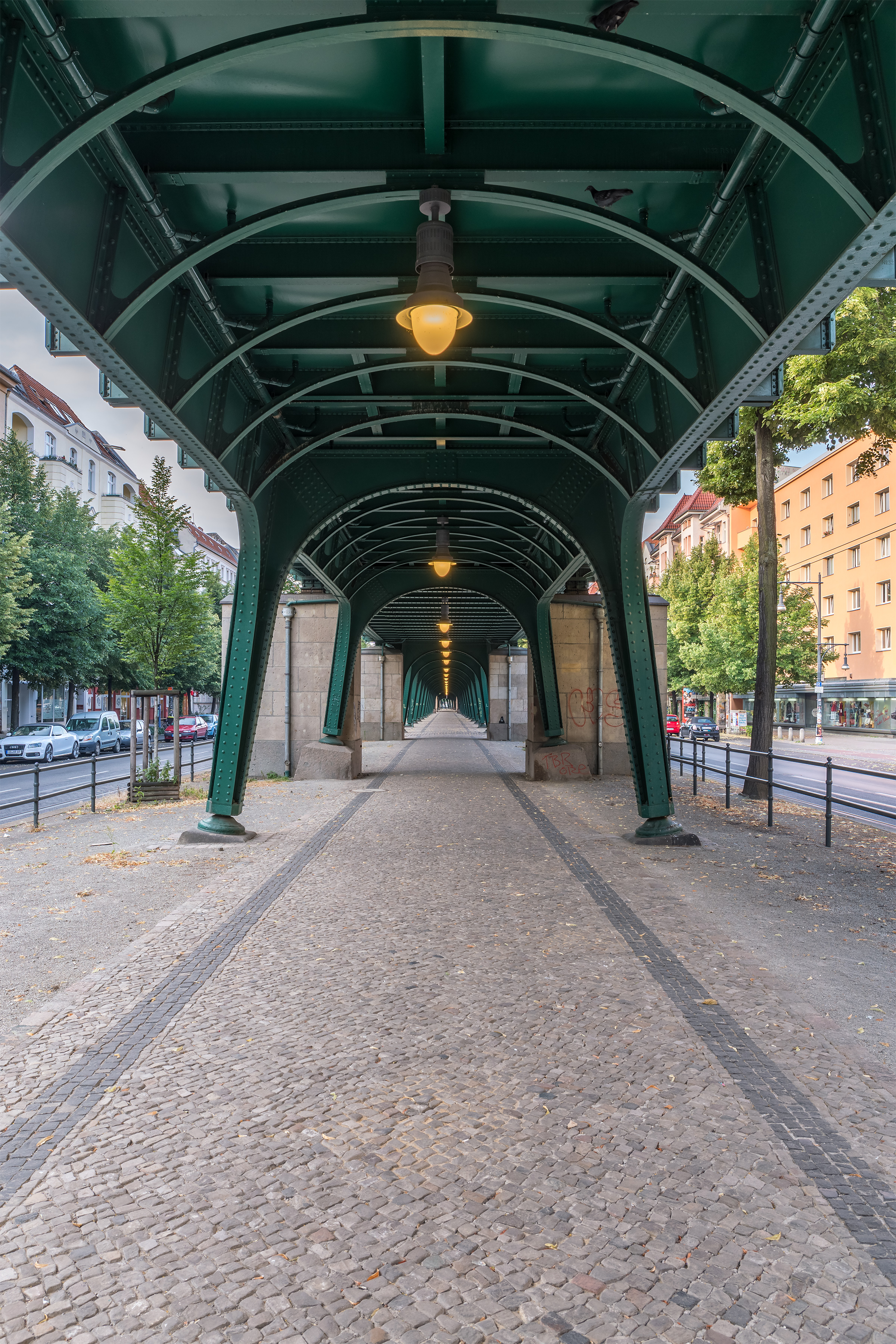
Viadukt auf der Mittelpromenade, 2015

Nördlich dieser Kreuzung verläuft die Schönhauser Allee relativ geradlinig mit dem Hochbahnviadukt in der Straßenmitte. Abgesehen vom Jahn-Sportpark, der mit einem Eck auf die Schönhauser Allee stößt und die Häuserfront für etwa 100 Meter unterbricht, zeichnet sich die Straße hier durch ein geschlossenes Straßenbild aus. Auf ihrer östlichen Seite führt die Schönhauser hier an der Bremer Höhe und der Gneiststraße vorbei. Letztere wird wegen ihrer durchgehend erhaltenen Altbausubstanz häufig als Originalschauplatz für Spielfilmproduktionen gewählt.
Im Bereich des S- und U-Bahnhofs Schönhauser Allee liegen das Kino Colosseum mit zehn Kinosälen an der Ecke Gleimstraße und das Einkaufszentrum Schönhauser-Allee-Arcaden.

### Schönhauser Allee Arcaden

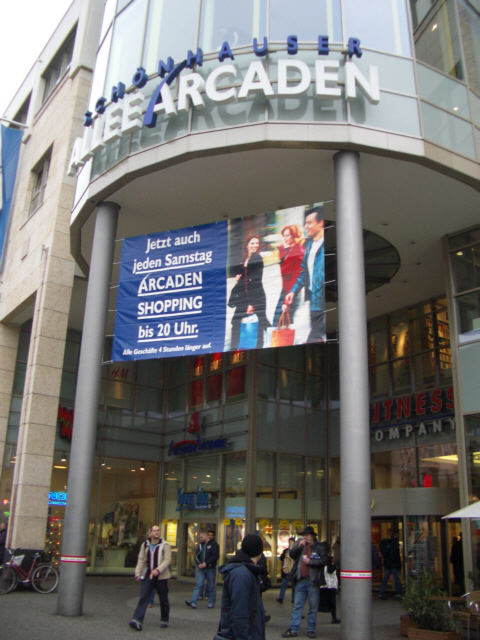
Einkaufszentrum am S- und U-Bahnhof Schönhauser Allee mit einer Fassade aus Metall und Kelheimer Kalkstein (links)

Am 3. März 1999 eröffnete das Einkaufszentrum Schönhauser Allee Arcaden über dem S-Bahnhof Schönhauser Allee. Nach mehreren Aufstockungen während der Planungsphase entstanden 25.000 m² Verkaufsfläche bei einem Investitionsvolumen von 240 Millionen DM. Auf dem Gelände der Schönhauser Allee Arcaden befand sich vor dem Umbau ein großer Marktplatz mit Einzelhändlern.
Die Deutsche Post AG unterhält hier seit der Eröffnung eine Filiale. Vier in der Nähe liegende Postämter (u. a. das ehemalige Postamt Schönhauser Allee zwischen Mila- und Gaudystraße) wurden in diesem Zusammenhang geschlossen. Drei weitere Großmieter sind ein Supermarkt, ein Lebensmitteldiscounter und ein Elektronikgroßmarkt. Um diese verteilen sich rund 90 Einzelhandelsgeschäfte sowie Dienstleistungen und Gastronomie. Seit einigen Jahren wird ein Teil der Büroräume über der Einkaufspassage als Fitnessstudio genutzt. Betreiber der Schönhauser Allee Arcaden ist die mfi Management für Immobilien.

### Gedenktafeln
Direkt auf der Straßenbrücke über die S-Bahn- und Fernbahngleise befinden sich an der Mauer bronzene Gedenktafeln, die von dem Künstler Günter Schütz stammen. Die Passanten werden an die Zeit des Nationalsozialismus und des Kriegsendes mit den folgenden Worten erinnert (in vier Sprachen):

„alle, die ihr hier vorübereilt,
 erweist jenen die ehre,
 die gefallen sind, damit ihr leben könnt.“

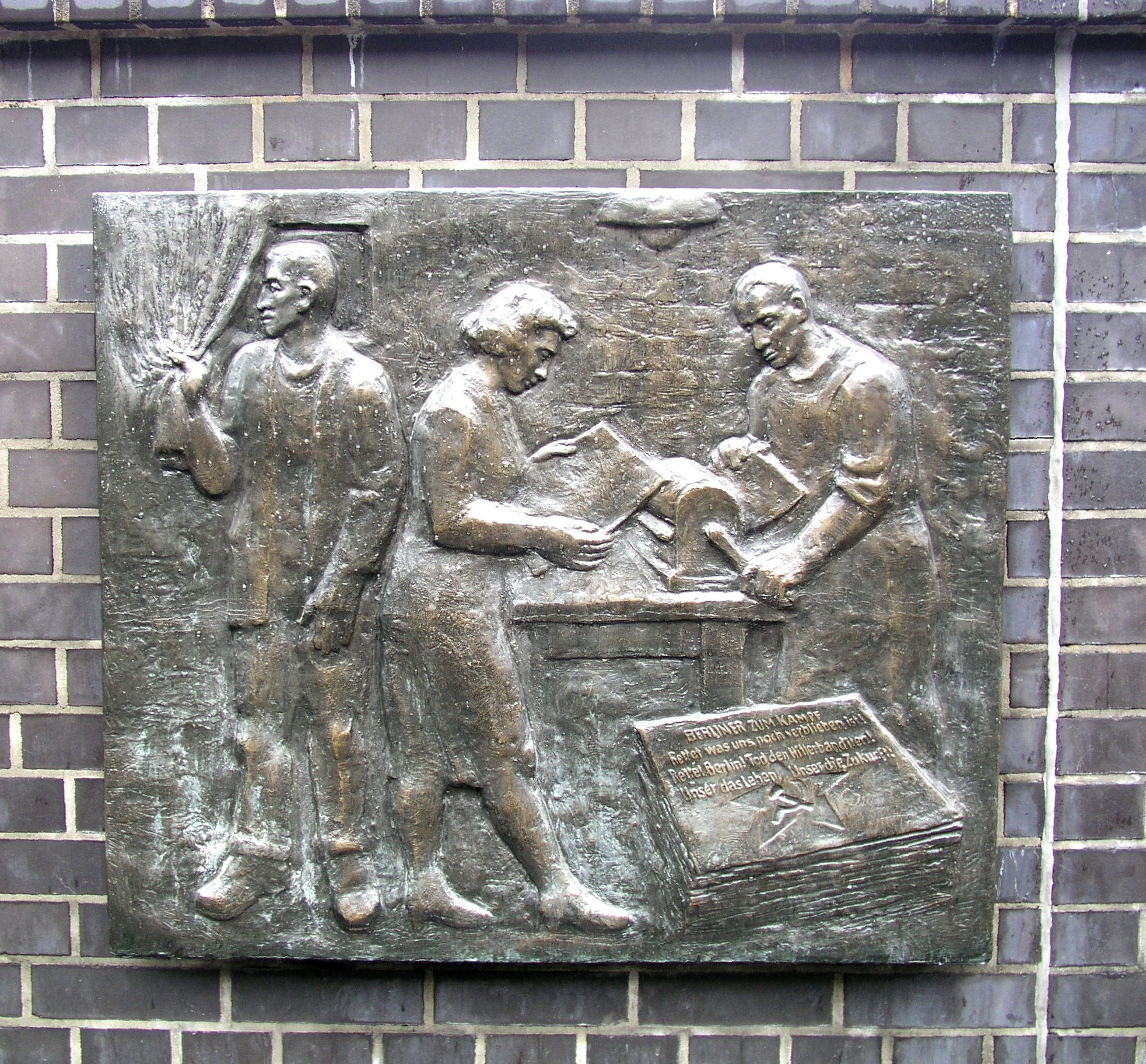
Gedenktafelserie, Teil Widerstand
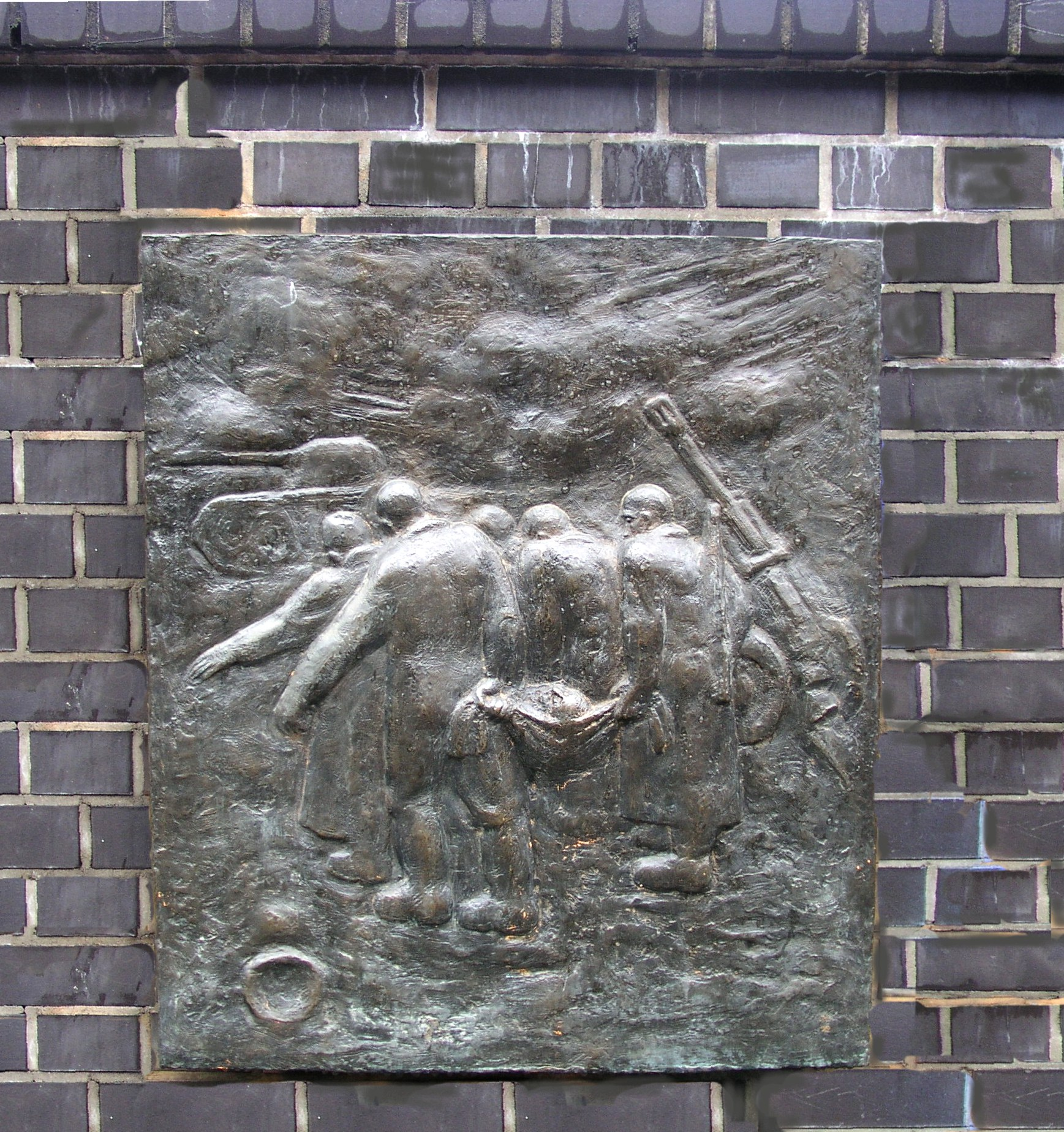
Gedenktafelserie, Teil Krieg
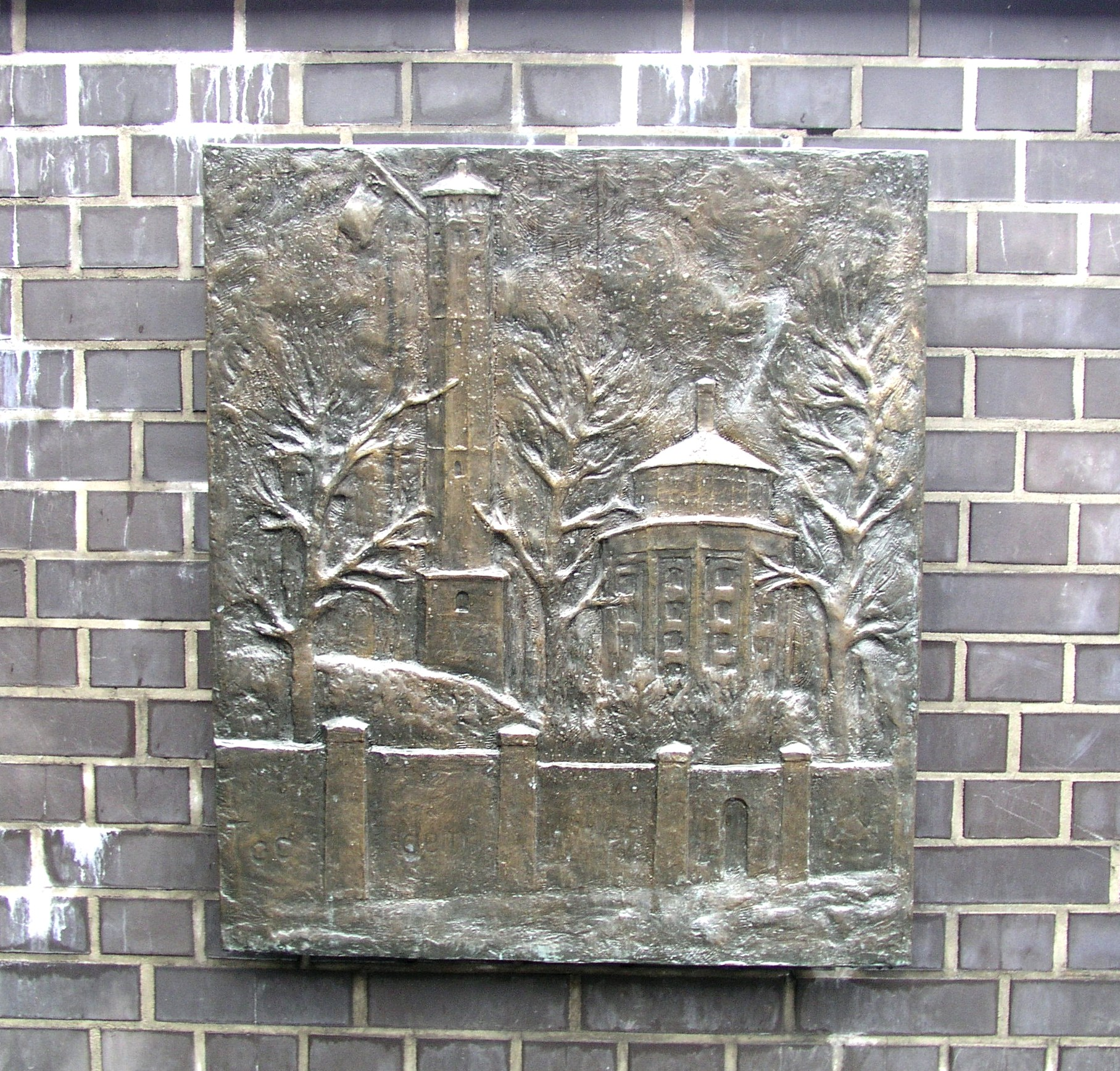
Gedenktafelserie, Teil Prenzlauer Berg in Flammen
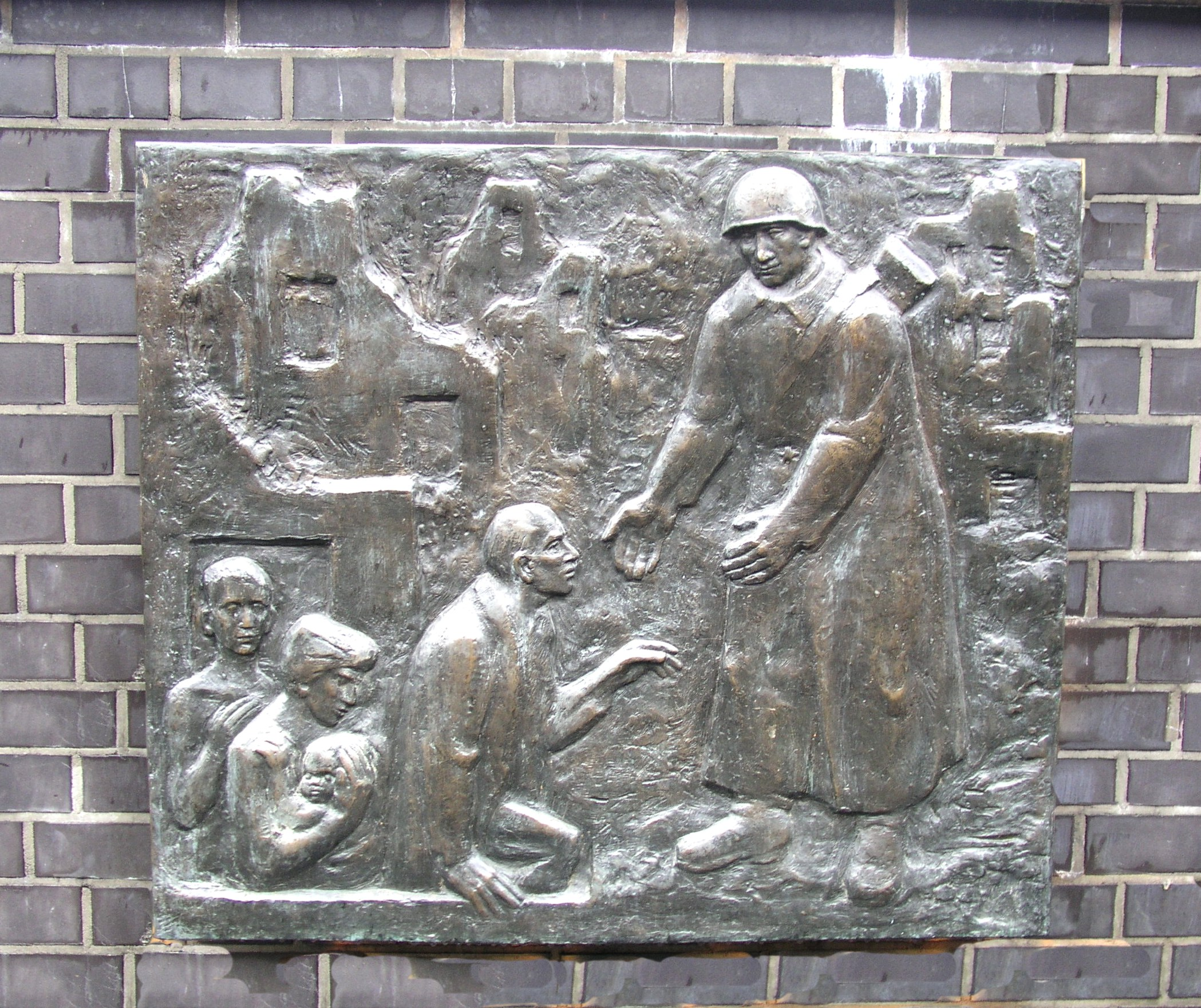
Gedenktafelserie, Teil Befreiung

An Arthur Sodtke (1901–1944), der sich der Widerstandsgruppe um Robert Uhrig anschloss und seine Wohnung in der Schönhauser Allee 39b für geheime Parteitreffen der KPD zur Verfügung stellte, wird ebenda mit einer 1958 angebrachten Gedenktafel erinnert.
Des deutschen Widerstandskämpfers Ferdinand Thomas (1913–1944) aus der Gruppe um Anton Saefkow wurde ebenfalls an dessen Wohnhaus in der Schönhauser Allee 134b im Jahr 1957 mittels einer Ehrentafel gedacht. In den Jahren 1984 und 1989 wurde sie restauriert, gilt jedoch seit dem Sommer 1996 als gestohlen.

## Schönhauser Allee in Kunst, Literatur, Musik und Film
- Berlin – Ecke Schönhauser… ist ein DEFA-Film von 1957, das Drehbuch schrieb Wolfgang Kohlhaase und die Regie führte sein Freund Gerhard Klein. Hauptdarsteller sind eine Gruppe Jugendlicher, die ihre Freizeit unter anderem unter dem Hochbahnviadukt der Schönhauser Allee verbringt.
- Wenn in der Schönhauser die Lichter glüh’n ist ein Schlager der 1950er-Jahre von Julia Axen und Heinz Schultze.
- Frühling in der Schönhauser war 1971 ein großer Erfolg der Sängerin Barbara Thalheim. Das Lied wurde 2004 von der Band Nylon neu aufgelegt.
- Sehnsucht nach der Schönhauser, ebenfalls von Barbara Thalheim, erschien 1985.
- Schönhauser Allee heißt ein Erzählungsband des in der Straße lebenden russischen Schriftstellers Wladimir Kaminer, in dem es hauptsächlich um diese Straße und ihre Bewohner geht (Goldmann, München 2001, ISBN 3-442-54168-9).
- Berliner Ecken und Kanten. Die Schönhauser Allee. Dokumentation, Deutschland, 45 Min., 2011, Buch und Regie: Christel Sperlich, Produktion: rbb, Erstsendung: 15. Juni 2011, u. a. mit Ulrich Enzensberger, Ursula Werner, Wladimir Kaminer, die über die häufigen Wechsel der Läden und Mieter erzählen und die Verbürgerlichung des Arbeiter- und Künstlerviertels bedauern.
- Leben an der Schönhauser ist ein Kunst-am-Bau-Projekt, das 2012 und 2013 von den Künstlern Julia Brodauf und Felix Müller verwirklicht wurde. Es thematisiert die Gentrifizierung und die damit verbundenen Veränderungen des Ortsteils Prenzlauer Berg durch Erinnerungsfragmente, die in über 30 Wandbildern im Anwesen Schönhauser Allee 52 angebracht sind.[21][22]
- Film von Thomas Zimolong in der rbb-Reihe Geheimnisvolle Orte (2013).
- EP Schönhauser des Popsängers und Rappers Zartmann (2025).